# Aéroport de Bruxelles-National
Ne pas confondre avec l'Aéroport de Charleroi Bruxelles-Sud (code OACI : EBCI)
Pour les articles homonymes, voir BRU.
L'aéroport de Bruxelles-National, en néerlandais Brussel-Nationaal luchthaven (code IATA : BRU • code OACI : EBBR), commercialement exploité par la société privée commerciale Brussels Airport Company depuis le 19 octobre 2006 mais encore parfois nommé « Aéroport de Zaventem », voire « Zaventem », est un aéroport belge situé à douze kilomètres au nord-est de Bruxelles, sur le territoire des communes de Zaventem, Machelen et Steenokkerzeel dans la province du Brabant flamand. Il est essentiellement utilisé pour les vols internationaux en direction de l'Europe, l’Afrique, l’Asie, l’Amérique ou bien encore le Moyen-Orient.
L’aéroport de Bruxelles est composé d'une aérogare divisée en 3 halls (hall A/B/T) reliés entre eux depuis mars 2015 par une passerelle appelée Connector, remplaçant ainsi un long passage souterrain passant sous le tarmac. L'aéroport dispose de trois pistes, dont deux parallèles. Il compte aussi une zone de fret et une zone d'entretien. Il jouxte également une base militaire de la composante air de l'armée belge : la base aérienne de Melsbroek. Celle-ci utilise les pistes mais dispose de ses propres infrastructures et de sa propre zone dans l'enceinte de l'aéroport.
L'aéroport sert de plate-forme de correspondance (hub) pour diverses compagnies aériennes telles que Brussels Airlines, DHL (malgré le transfert considérable d'une partie des vols de nuit vers Leipzig depuis le 28 mars 2008), TUI fly Belgium et Singapore Airlines Cargo. En 2014, Zaventem a vu l'arrivée de la compagnie à bas prix irlandaise Ryanair, ouvrant sa deuxième base en Belgique après l'aéroport de Charleroi.
L'aéroport a une capacité annuelle d'accueil d'environ 40 millions de passagers et de 450 000 vols. Son implantation au milieu d'une zone de forte urbanisation (1 200 habitants au km2) et les nuisances qu'il génère ne permettent pas son développement optimal. En 2013, l'aéroport, qui a beaucoup souffert de la faillite de la Sabena en novembre 2001, fonctionne à environ 50 % de sa capacité maximale.
Avec 23 610 856 passagers en 2024, l'aéroport de Bruxelles est le plus fréquenté de Belgique, devant l'aéroport de Charleroi-Bruxelles-Sud (10 504 554 passagers). Il est également le second aéroport cargo du pays, avec 614 678 tonnes de fret en 2024, derrière l'aéroport de Liège (1 154 485 tonnes).

## Situation géographique
| \| 50 km1:2 420 000 \| Amougies Arlon Cerfontaine Haren Latour Namur Saint-Hubert Spa · La Sauvenière Verviers Anvers Ostende · Bruges Bruxelles Charleroi · Bruxelles-Sud Courtrai Liège Beauvechain Bertrix Brustem Chièvres Coxyde Florennes Kleine-Brogel Melsbroek Moorsele Schaffen Weelde Zutendaal Gossoncourt Grimbergen Aéroport Aérodrome civil Aérodrome militaire |
| 50 km1:2 420 000 |

L'aéroport de Bruxelles est construit sur un plateau culminant à une altitude moyenne de 48 mètres. Au nord et à l'ouest, on observe un rabaissement du terrain d'environ 25 mètres (proximité du Canal maritime allant de Bruxelles à l'Escaut). Au sud, quelques petites collines dominent et limitent la vue. Le climat de l'aéroport est un climat océanique dégradé. Les températures maximales moyennes sont plutôt fraîches, allant de 6 °C en janvier à 23 °C en juillet et août. Par temps clair, on peut voir l'Atomium et la basilique de Koekelberg en regardant vers le sud-ouest depuis la tour de contrôle.
Ses 1 245 hectares se répartissent sur trois communes : le terminal se trouve à Zaventem et les pistes à Steenokkerzeel et Machelen.

## Histoire

### Les débuts de l'aérodrome

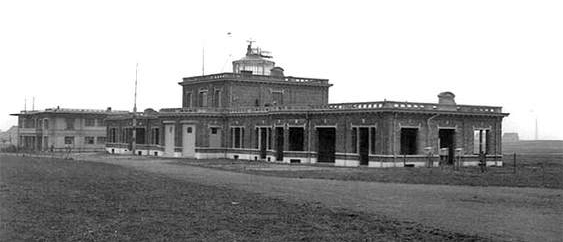
L'aérodrome de Haren en 1929.

À l'occasion de l'Exposition universelle de 1910 à Bruxelles, un champ provisoire d'aviation a déjà été aménagé sur le champ de course de Stockel à Woluwe-Saint-Pierre, ce terrain servira pour divers meetings les années suivantes. Mais au début de la Première Guerre mondiale, les Allemands établirent une plaine aéronautique à l'entrée de la commune de Haren (au nord-est de Bruxelles, à la sortie de la commune d'Evere, ce qui entraînera de nombreuses confusions de localisation) en parallèle de la Chaussée d'Haecht. Un important hangar fut construit pour les zeppelins qui bombardèrent Paris et Londres au printemps 1915, et la plaine servit ensuite pour l'aviation militaire allemande. À la fin de la guerre, l'armée belge y stocke le matériel aéronautique ennemi et décide d'y installer son aviation militaire sur Haren et Evere, mais aussi de développer sur Haren l'aéronautique civile. Alors se créa à Haren le/la SNETA, puis la SABCA (qui y est toujours) et le 23 mai 1923 la SABENA. La Commune (Ville) de Bruxelles s'intéressa à la Commune de Haren et l'annexa en 1921, en même temps que les communes de Laeken et de Neder-over-Heembeek. Ainsi dès 1923, dès avant la grande lancée des traversées transatlantiques par avion, la compagnie aérienne belge Sabena transforma la plaine en un petit aéroport civil au côté de l'aérodrome militaire. La jeune société prend aussi comme siège des bâtiments existants derrière la Sabca. En 1929, les vieux hangars en bois sont remplacés par un tout petit terminal d'aéroport qui servait pour l'accueil des passagers et la vérification des billets. En outre, il y avait une tour de contrôle et des équipements d'entretien. La ville de Bruxelles se développe et les progrès de l'aviation rendent cet aérodrome obsolète par sa petite taille et la nécessité pour certains avions d'avoir des pistes en dur. On avait déjà entamé une petite rénovation de l'aérodrome lorsque la Seconde Guerre mondiale commence en 1940.
En 1940, les Allemands construisent à nouveau un aérodrome militaire, mais cette fois, à Melsbroek (au nord de la commune de Zaventem) : plus grand et installé sur un terrain de 600 hectares, il possède cette fois trois pistes alignées en triangle. La construction de la première se termine en juillet 1940 et les deux autres sont construites peu de temps après. Après la guerre, le gouvernement belge décide d'abandonner l'ancien aérodrome de Haren (ou Haren-Evere) et d'adapter celui de Melsbroek au trafic civil en allongeant les pistes. Jusqu'à la fin de la construction du terminal du nouvel aérodrome[Quand ?], les utilisateurs de l'aéroport doivent utiliser le vieux terminal de Haren et se faire conduire en autocar jusqu'aux nouvelles pistes.

### Déménagement vers Zaventem

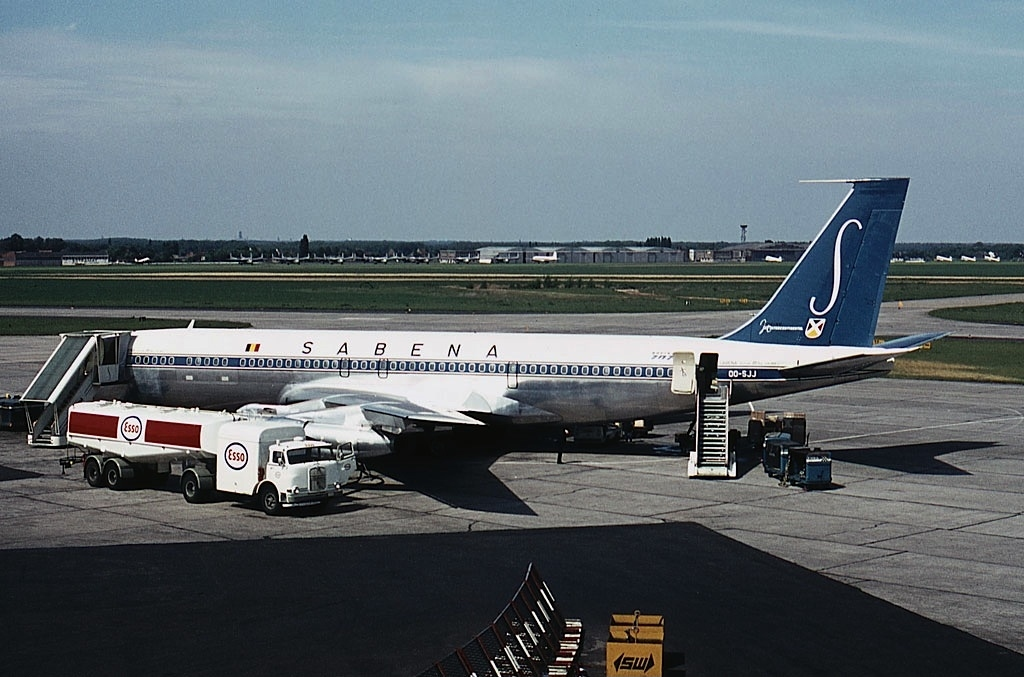
La Sabena a longuement contribué au développement de l’aéroport, qui était son hub et dont elle était la principale compagnie, jusqu'à sa faillite en 2001. Ici l'un de ses Boeing 707 en 1966.

L'aéroport a continué à grandir et la Sabena (fondée le 23 mai 1923 à Haren) change de bâtiments et d'ateliers. En 1956, l'aéroport est encore en croissance et a besoin d'une nouvelle piste qui doit être parallèle avec la 07L/25R. L'aéroport possède maintenant trois pistes goudronnées et une en herbe. L'Exposition universelle de Bruxelles de 1958 donne une nouvelle impulsion à l'aéroport.
Les activités se sont définitivement déplacées à Zaventem avec la construction de deux terminaux à l'aéroport. L'architecture est le résultat d'un compromis entre trois architectes provenant des trois régions de la Belgique : Joseph Moutschen de Liège, Georges Bontinck de Gand et Maxime Brunfaut de Bruxelles.[réf. nécessaire]

### Expansion de l'aéroport

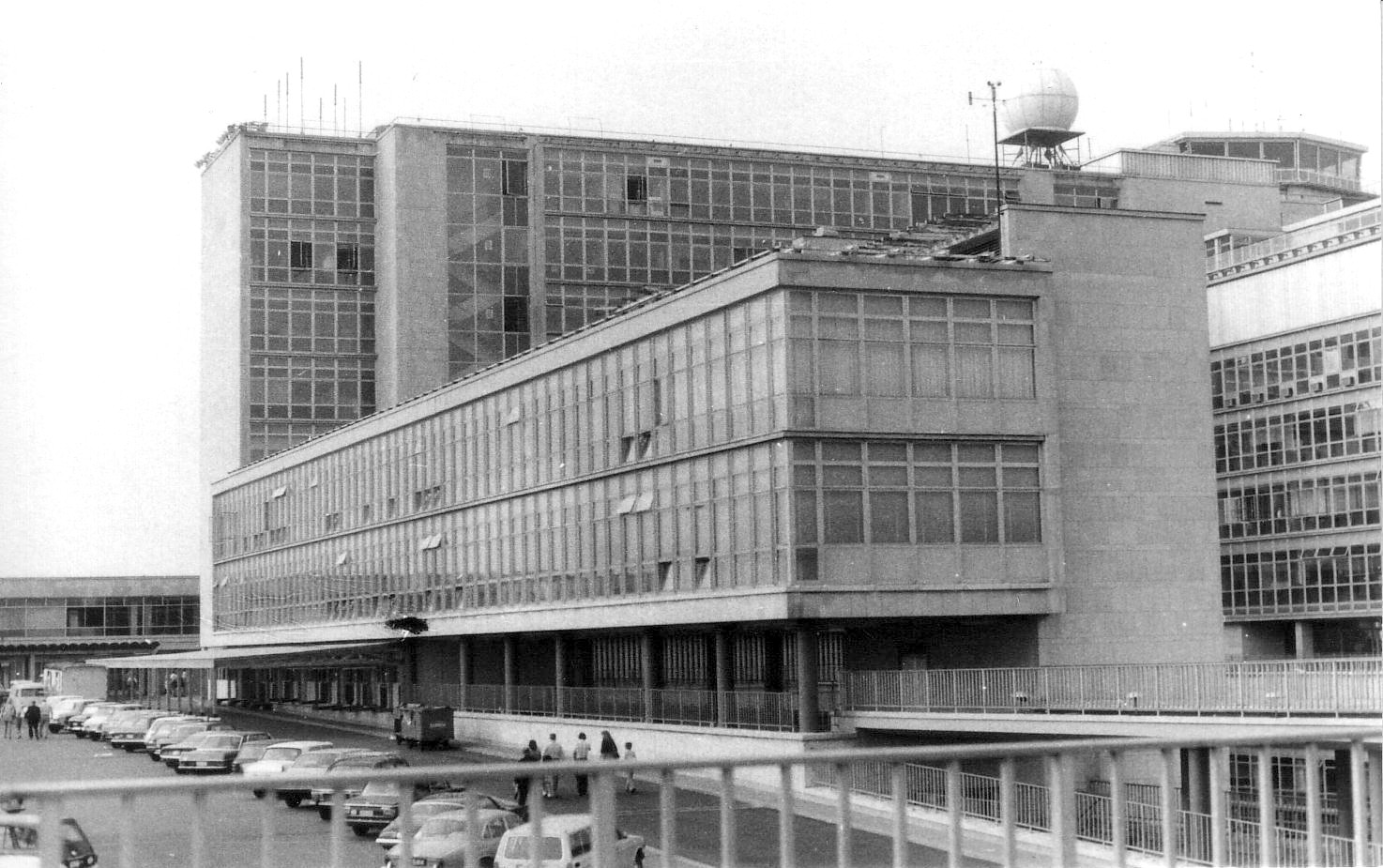
« Aérogare 58 », Architectes Joseph Moutschen, Maxime Brunfaut & Georges Bontinck, vue en 1974.

Lorsque dans les années 1970, les avions devinrent plus grands et surtout avec l'introduction du Boeing 747, les pistes ont dû être rallongées et élargies. Les deux anciens terminaux furent rénovés, un nouveau terminal circulaire appelé le satellite a été construit et aussi un nouveau terminal spécialement conçu pour le fret.
Le 17 avril 1979, l'aéroport est visé par une attaque terroriste par des Palestiniens. Ces derniers lançaient des grenades sur des passagers en provenance d'Israël. L'attaque fit douze blessés.
Une société de gestion, B.A.T.C. dirigée par Pierre Klees, est créée pour remplacer l'administration qui, jusque-là, dirigeait l'aéroport et, en 1994, un nouveau terminal de grande capacité, le terminal B, a été inauguré le 12 décembre par le Roi Albert II de Belgique. Il forme un ensemble unique avec les deux anciens terminaux qui ont subi à nouveau des rénovations, ainsi qu'une grande partie des autres installations de l'aéroport, tandis qu'un terminal supplémentaire, le terminal C, est prévu dans le but d'accueillir les compagnies aériennes à bas prix. Sous le contrôle de l'organisme de gestion Belgocontrol, une nouvelle tour de contrôle a été construite en 2004 sur le territoire de la commune de Steenokkerzeel afin de contrôler une plus grande masse de trafic aérien.

### L'aéroport auXXIesiècle
En 2001, l’aéroport fit face à une forte diminution de sa fréquentation, due d'une part aux attentats du 11 septembre et d'autre part à la faillite de la Sabena, le 7 novembre 2001, qui était la compagnie aérienne nationale belge depuis 1923.
En 2006, l'aéroport était classé 90e dans le tableau mondial des aéroports ordonné selon le nombre de passagers. Cependant, quant aux destinations africaines, Bruxelles conservait et conserve encore cinq ans après, une prééminence en Afrique centrale.
Aussi, le 19 octobre 2006, l'exploitant commercial privé a changé le nom d'exploitation en  Brussels International Airport puis en B.A.C. Brussels Airport Company, alors que le nom officiel de tout le domaine est et reste inchangé : BRUXELLES-NATIONAL. Une autre motivation pour cette distinction commerciale de nom est de différencier l'aéroport de Bruxelles par rapport à celui de Charleroi dont l'appellation officielle est Aéroport de Charleroi Bruxelles-Sud ou Aéroport de Bruxelles-Sud. Celui-ci est surtout desservi par des compagnies proposant des vols low-cost, telles que Ryanair, Wizz Air ou encore Jetairfly.

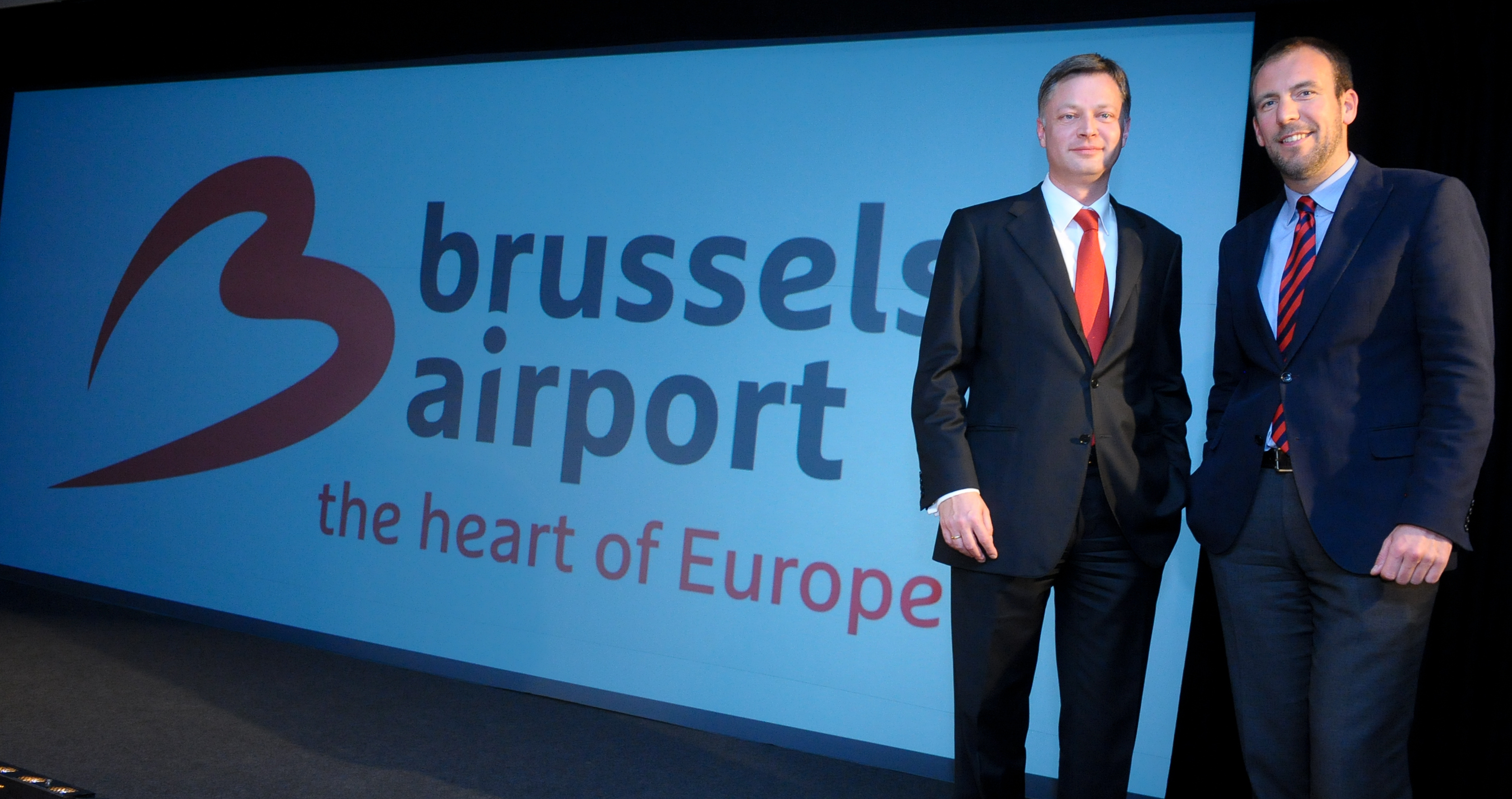
Arnaud Feist et Melchior Wathelet (2014).

L'ancien bâtiment de l'aéroport de Haren a été démoli en novembre 2007 dans le but d'ériger le nouveau siège de l'OTAN. La Belgique avait été, jusque-là, le seul pays à posséder toujours le bâtiment d'origine de son premier aéroport civil.
Le 9 septembre 2009, le directeur de l'aéroport, Wilfried Van Assche, a démissionné en raison de sanctions reçues à cause du ralentissement de la construction du terminal low cost et à cause du procès possible de 52 compagnies aériennes contre lui. W. Van Assche était depuis 2005 à la direction de Brussels Airport et c'est dans cette période qu'il a permis un meilleur positionnement de l'aéroport, notamment en créant une identité visuelle avec un logo et la construction progressive d'offres de vols long-courrier (Jet Airways, Hainan Airlines, Etihad Airways, US Airways…). Son successeur est Arnaud Feist.
Le 8 juin 2010, le premier Airbus A380 de la compagnie allemande Lufthansa se pose à l'aéroport afin de mener des tests, ce qui en fait le premier à Bruxelles-National. Cet avion pourrait être exploité sur l'aéroport pour des vols réguliers à moyen ou long terme.
Le 10 septembre 2012, ce fut au tour du premier Boeing 787 Dreamliner d'Ethiopian Airlines de se poser à Bruxelles, devenant également le premier appareil de ce type à se poser à l'aéroport. Cet appareil devrait à court terme être utilisé par d'autres compagnies desservant l'aéroport dont Jetairfly, filiale belge du groupe TUI.
Le 12 octobre 2015, c'est au tour de l'Airbus A350 de Finnair de se poser après avoir assuré un vol pour la formation de l'équipage, avant de se lancer sur les vols long-courriers. Finnair ne devrait normalement pas desservir Bruxelles avec cet appareil, depuis l'été 2017 Qatar Airways et Thaï Airways assurent des vols réguliers en A350.
Le 22 mars 2016, l'aéroport est victime d'un attentat terroriste revendiqué par le groupe État islamique ayant eu lieu dans le hall des départs : deux kamikazes se sont fait exploser vers 8 heures du matin faisant au moins 14 morts et des dizaines de blessés.

### Actionnariat
L'aéroport est géré par la société Brussels Airport Company. Celle-ci est détenue par deux actionnaires directs : la société holding BAISA qui détient 75% des actions et la Société Fédérale de Participation et d’Investissement (SFPI) qui détient les 25% restants. BAISA était à son tour détenue par le fonds de pension canadien Ontario Teachers' Pension Plan (OTTP) et le groupe australien MAp Airports, via Macquarie European Infrastructure Fund I et Macquarie European Infrastructure Fund III. Fin 2019, les deux fonds d’investissement de Macquarie ont vendu leur particicpation dans Brussels Airport au consortium composé d’APG, QIC et Swiss Life et fonds Sky Holding Belgium, (ce dernier est lui-même géré par la société d’investissement belge PMV),. Parallèlement, début 2020, OTTP vend une partie de sa participation à des investisseurs australiens et japonais, respectivement, les fonds TCorp et Japan’s GPIF.

### Identité visuelle (logo)

Logo de l'automne 2006 à 2014.
Logo à partir de janvier 2014.

## Statistiques et données générales

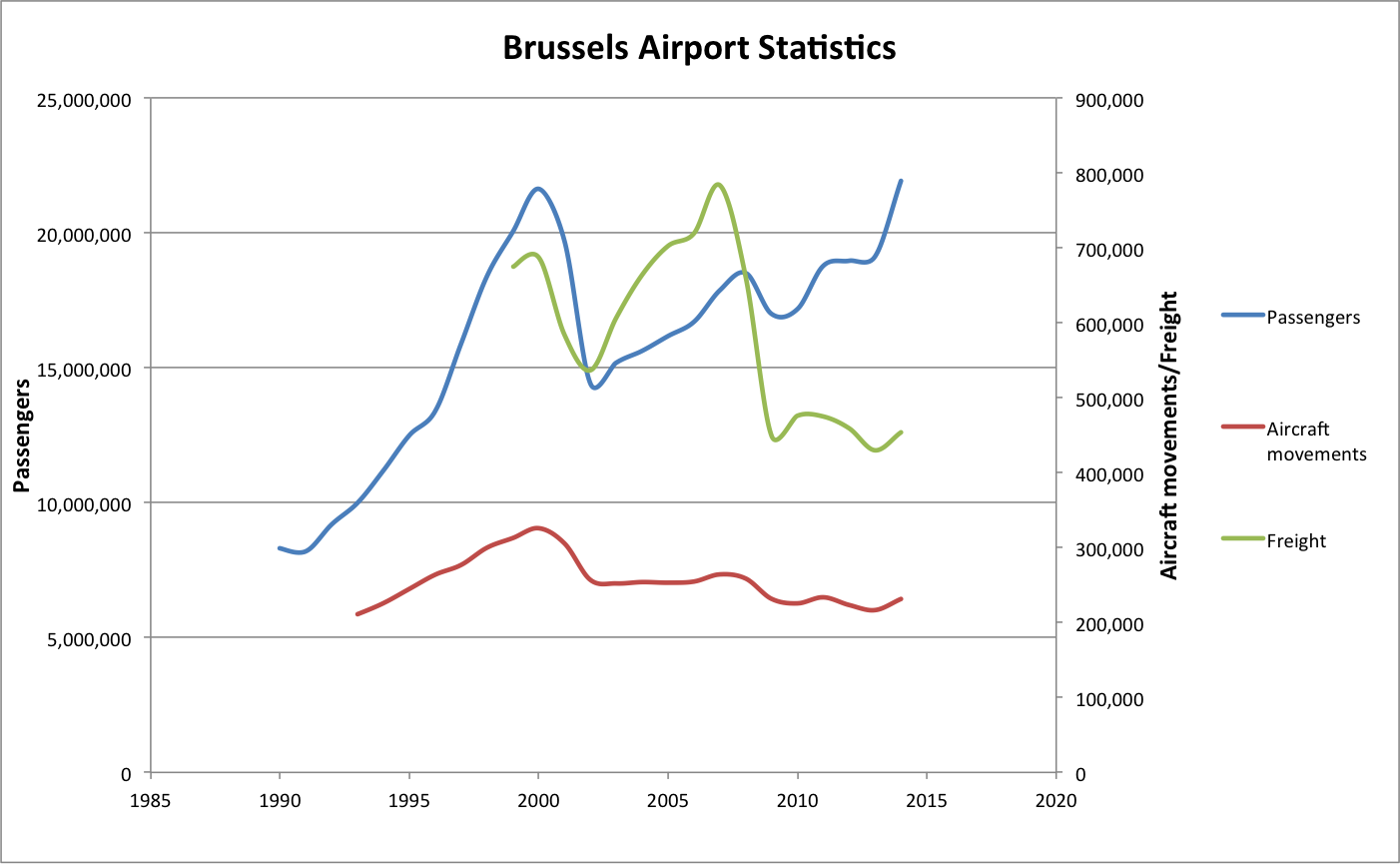
Statistiques sur l'aéroport de Bruxelles de 1990 à 2014.

### L'aéroport en chiffres
- L'aéroport possède en son sein : 42 magasins, 29 points de vente de nourriture ainsi que 15 points services sur une surface d'environ 17 000 m2[18].
- On y compte près de 32 000 m2 de bureaux à l'intérieur du terminal ainsi que plus de 500 000 m2 d'immeubles de bureaux dans les environs de l'aéroport[18].

#### Chiffres pour 2018
- 235 459 mouvements d'avions
- 543 493 tonnes de fret
- 25 675 939 passagers
- 127 passagers par mouvements
- 80 compagnies aériennes
- 248 destinations

### Évolution statistique
Dans les tableaux de statistiques, on remarque une importante évolution : une baisse notable de vols de près de 26 % en 2002 après la faillite de la Sabena le 7 novembre 2001. Les attaques terroristes du 11 septembre 2001 sont un autre facteur à l'origine de cette évolution.
Les années 2000 sont ensuite marquées par une hausse continue de la fréquentation, à l'exception d'un coup d'arrêt en 2008 à la suite de la crise économique.
En 2014, l'arrivée de la compagnie à bas prix irlandaise Ryanair permet à l'aéroport d'atteindre une fréquentation de 21 933 190 : Brussels Airport dépasse ainsi son record de l'année 2000. Record qui sera battu l'année suivante, avec 23 460 018 passagers.
Le 22 mars 2016, l'aéroport est frappé par des attentats, faisant 14 morts et 92 blessés (sans compter les 17 morts et 106 blessés des attentats perpétrés simultanément dans la station de métro Maelbeek). Ces évènements entraîneront une fermeture de l'aéroport durant plusieurs jours, et dès lors une baisse de l'activité en 2016 (- 7 % du nombre de passagers).

#### Mouvements d'aéronefs
Nombre de mouvements par année
| Année | Vols    | Évolution |
| ----- | ------- | --------- |
| 1990  |         |           |
| 1991  |         |           |
| 1992  |         |           |
| 1993  | 211 000 |           |
| 1994  | 226 000 | 7,11 %    |
| 1995  | 245 000 | 8,41 %    |
| 1996  | 264 000 | 7,76 %    |
| 1997  | 277 000 | 4,92 %    |
| 1998  | 300 000 | 8,30 %    |
| 1999  | 314 000 | 4,67 %    |

| Année | Vols    | Évolution |
| ----- | ------- | --------- |
| 2000  | 326 000 | 3,82 %    |
| 2001  | 305 000 | 6,44 %    |
| 2002  | 257 000 | 15,74 %   |
| 2003  | 252 000 | 1,95 %    |
| 2004  | 252 068 | 0,03 %    |
| 2005  | 253 255 | 0,47 %    |
| 2006  | 254 772 | 0,60 %    |
| 2007  | 264 366 | 3,77 %    |
| 2008  | 258 795 | 2,11 %    |
| 2009  | 231 668 | 10,48 %   |

| Année | Vols    | Évolution |
| ----- | ------- | --------- |
| 2010  | 225 682 | 2,58 %    |
| 2011  | 233 758 | 3,58 %    |
| 2012  | 223 431 | 4,42 %    |
| 2013  | 216 678 | 3,02 %    |
| 2014  | 231 528 | 6,85 %    |
| 2015  | 239 349 | 3,38 %    |
| 2016  | 223 688 | 6,54 %    |
| 2017  | 237 888 | 6,35 %    |
| 2018  | 235 459 | 1,02 %    |
| 2019  | 234 460 | 0,42 %    |

| Année | Vols    | Évolution |
| ----- | ------- | --------- |
| 2020  | 95 813  | 59,13 %   |
| 2021  | 118 733 | 23,92 %   |
| 2022  | 178 930 | 50,70 %   |
| 2023  | 192 257 | 7,45 %    |
| 2024  | 198 617 | 3,31 %    |
| 2025  | 44 244  | —         |
| 2026  | —       | —         |
| 2027  | —       | —         |
| 2028  | —       | —         |
| 2029  | —       | —         |

#### Passagers
Trafic passagers par année
| Année | Passagers  | Évolution |
| ----- | ---------- | --------- |
| 1990  | 8 300 000  |           |
| 1991  | 8 200 000  | 1.20 %    |
| 1992  | 9 200 000  | 12.20 %   |
| 1993  | 10 000 000 | 8.70 %    |
| 1994  | 11 200 000 | 12.00 %   |
| 1995  | 12 500 000 | 11.61 %   |
| 1996  | 13 400 000 | 7.20 %    |
| 1997  | 15 900 000 | 18.66 %   |
| 1998  | 18 400 000 | 15.72 %   |
| 1999  | 20 048 532 | 8.96 %    |

| Année | Passagers  | Évolution |
| ----- | ---------- | --------- |
| 2000  | 21 637 003 | 7.92 %    |
| 2001  | 19 684 867 | 9.02 %    |
| 2002  | 14 410 555 | 26.79 %   |
| 2003  | 15 194 097 | 5.44 %    |
| 2004  | 15 632 773 | 2.89 %    |
| 2005  | 16 179 733 | 3.50 %    |
| 2006  | 16 707 892 | 3.26 %    |
| 2007  | 17 877 000 | 7.00 %    |
| 2008  | 18 515 730 | 3.57 %    |
| 2009  | 16 999 154 | 8.19 %    |

| Année | Passagers  | Évolution |
| ----- | ---------- | --------- |
| 2010  | 17 180 606 | 1.07 %    |
| 2011  | 18 786 034 | 9.34 %    |
| 2012  | 18 971 332 | 0.99 %    |
| 2013  | 19 133 222 | 0.85 %    |
| 2014  | 21 933 190 | 14.63 %   |
| 2015  | 23 460 018 | 6.96 %    |
| 2016  | 21 818 418 | 7.00 %    |
| 2017  | 24 783 911 | 13.59 %   |
| 2018  | 25 675 939 | 3.60 %    |
| 2019  | 26 360 003 | 2.66 %    |

| Année | Passagers  | Évolution |
| ----- | ---------- | --------- |
| 2020  | 6 743 395  | 74.42 %   |
| 2021  | 9 357 221  | 38.76 %   |
| 2022  | 18 930 698 | 102.31 %  |
| 2023  | 22 200 755 | 17.27 %   |
| 2024  | 23 610 856 | 6.35 %    |
| 2025  | 4 780 396  | —         |
| 2026  | —          | —         |
| 2027  | —          | —         |
| 2028  | —          | —         |
| 2029  | —          | —         |

### Activité cargo
Tonnages de fret par année
| Année | Fret       | Évolution |
| ----- | ---------- | --------- |
| 2010  | —          | —         |
| 2011  | —          | —         |
| 2012  | 459 265,00 | —         |
| 2013  | 429 938,00 | 6,39 %    |
| 2014  | 453 953,00 | 5,59 %    |
| 2015  | 489 303,00 | 7,79 %    |
| 2016  | 494 637,26 | 1,09 %    |
| 2017  | 535 634,00 | 8,29 %    |
| 2018  | 543 492,01 | 1,47 %    |
| 2019  | 500 702,96 | 7,87 %    |

| Année | Fret       | Évolution |
| ----- | ---------- | --------- |
| 2020  | 511 613,75 | 2,18 %    |
| 2021  | 668 109,38 | 30,59 %   |
| 2022  | 621 482,53 | 6,98 %    |
| 2023  | 585 202,98 | 5,84 %    |
| 2024  | 614 678,00 | 5,04 %    |
| 2025  | 186 990    | —         |
| 2026  | —          | —         |
| 2027  | —          | —         |
| 2028  | —          | —         |
| 2029  | —          | —         |

## Compagnies et destinations
| Compagnies                    | Destinations |
| ----------------------------- | --- |
| Aegean Airlines               | Athènes E.-Venizélos, Thessalonique-Makedonía |
| Aer Lingus                    | Dublin |
| Air Algérie                   | Alger-Houari-Boumédiène |
| Air Arabia Maroc              | Casablanca-Mohammed-V, Fès-Saïss, Nador, Oujda-Les Angades, Tanger |
| airBaltic                     | Riga, Tallinn |
| Air Canada                    | Montréal (P.-E.-Trudeau), Toronto (Pearson) |
| Air Europa                    | Madrid-Barajas |
| Air Malta                     | Malte |
| Air Serbia                    | Belgrade-Nikola-Tesla |
| Air Transat                   | En saison : Montréal (P.-E.-Trudeau) |
| AJet                          | Antalya, Istanbul-S. Gökçen |
| All Nippon Airways            | Tokyo-Narita |
| Austrian Airlines             | Vienne-Schwechat |
| British Airways               | Londres-Heathrow |
| Brussels Airlines             | - Abidjan-F.-H.-Boigny, - Accra-Kotoka, - Alicante-Elche, - Banjul, - Barcelone-El Prat, - Berlin-Brandebourg, - Bilbao, - Birmingham, - Bologne-Borgo Panigale, - Budapest-Ferenc Liszt, - Bujumbura, - Conakry, - Copenhague-Kastrup, - Cotonou, - Cracovie-Jean-Paul II, - Dakar-B. Diagne, - Douala, - Édimbourg, - Entebbe, - Erevan-Zvarnots, - Faro, - Francfort, - Freetown-Lungi, - Genève-Cointrin, - Göteborg, - Hambourg-H.-Schmidt, - Hurghada, - Kigali, - Kinshasa-N'djili, - Lanzarote-Arrecife, - Las Palmas/Gran Canaria, - Lisbonne-H. Delgado, - Ljubljana-Jože Pučnik, - Lomé-G. Eyadéma, - Londres-Heathrow, - Luanda-Quatro de Fevereiro, - Lyon-Saint-Exupéry, - Madrid-Barajas, - Malaga-Costa del Sol, - Manchester, - Marseille-Provence, - Milan-Linate, - Milan-Malpensa, - Monrovia-Roberts, - Munich-F. J. Strauß, - Nairobi-J. Kenyatta, - New York-John F. Kennedy, - Nice-Côte d'Azur, - Olbia-Costa Smeralda, - Oslo-Gardermoen, - Ouagadougou, - Paris-Charles de Gaulle, - Porto-F. Sá-Carneiro, - Prague-Václav-Havel, - Rome Léonard-de-Vinci/Fiumicino, - Stockholm-Arlanda, - Tel Aviv - Ben Gourion, - Ténériffe-Sud Reine Sofia, - Toulouse-Blagnac, - Valence, - Varsovie-Chopin, - Venise - Marco Polo, - Vienne-Schwechat, - Vilnius, - Yaoundé-Nsimalen, - Zurich En saison : - Athènes E.-Venizélos, - Billund, - Bordeaux-Mérignac, - Brindisi Papola/Casale, - Catane-Fontanarossa, - Charm el-Cheikh, - Corfou-I. Kapodístrias, - Djerba-Zarzis, - Dubrovnik, - Florence-Peretola, - Héraklion-N. Kazantzákis, - Ibiza, - Kos, - La Canée I.-Daskaloyánnis, - Monastir, - Mytilène-O. Elýtis, - Nador, - Naples-Capodichino, - Oujda-Les Angades, - Palerme Falcone-Borsellino, - Palma de Majorque, - Rhodes-Diagoras, - Sámos-Aristarque, - Split, - Tanger, - Washington-Dulles, - Zadar, - Zante D.-Solomós |
| Bulgaria Air                  | Sofia-Vrajdebna |
| Corendon Airlines             | En saison : - Antalya, - Bodrum-Milas, - Bourgas, - Dalaman, - Eskişehir-Anadolu (en), - Gazipaşa-Alanya, - Héraklion-N. Kazantzákis, - Hurghada, - Izmir-A. Menderes, - Kos, - Palma de Majorque, - Rhodes-Diagoras, - Ténériffe-Sud Reine Sofia |
| Croatia Airlines              | Zagreb-Pleso |
| Dan Air                       | Bacău-Georges-Enesco |
| Delta Air Lines               | New York-John F. Kennedy |
| EasyJet                       | Genève-Cointrin, Nice-Côte d'Azur |
| EgyptAir                      | Le Caire |
| Emirates                      | Dubaï |
| Ethiopian Airlines            | Addis-Abeba Bole |
| Etihad Airways                | Abou Dabi |
| Finnair                       | Helsinki-Vantaa |
| Flynas                        | Djeddah - Roi-Abdelaziz |
| FlyOne                        | Chișinău |
| Hainan Airlines               | Pékin-Capitale, Shanghai-Pudong, Shenzhen-Bao'an |
| HiSky                         | Bucarest-H. Coandă |
| Iberia                        | Madrid-Barajas |
| Icelandair                    | Reykjavik-Keflavík |
| ITA Airways                   | Milan-Linate, Rome Léonard-de-Vinci/Fiumicino |
| Juneyao Airlines              | Shanghai-Pudong |
| KLM Royal Dutch Airlines      | Amsterdam |
| LOT Polish Airlines           | Varsovie-Chopin |
| Lufthansa                     | Francfort, Munich-F. J. Strauß |
| Middle East Airlines          | Beyrouth-Rafic Hariri |
| Norwegian Air Shuttle         | En saison : Tromsø |
| Nouvelair Tunisie             | Djerba-Zarzis, Tunis-Carthage |
| Play                          | En saison : Reykjavik-Keflavík |
| Qatar Airways                 | Doha-Hamad |
| Royal Air Maroc               | Casablanca-Mohammed-V, Marrakech-Ménara, Nador, Rabat-Salé, Tanger En saison : Al Hoceïma-Cherif Al Idrissi, Oujda-Les Angades |
| Royal Jordanian               | Amman-Reine-Alia |
| RwandAir                      | Kigali |
| Ryanair                       | - Barcelone-El Prat, - Berlin-Brandebourg, - Dublin, - Madrid-Barajas, - Malaga-Costa del Sol, - Marrakech-Ménara, - Porto-F. Sá-Carneiro, - Rome Léonard-de-Vinci/Fiumicino, - Valence En saison : - Gérone-Costa Brava, - Palma de Majorque, - Pise-Galileo Galilei |
| Scandinavian Airlines System  | Copenhague-Kastrup, Oslo-Gardermoen, Stockholm-Arlanda |
| Singapore Airlines            | Singapour-Changi |
| Sky Express                   | Athènes E.-Venizélos En saison : Héraklion-N. Kazantzákis |
| SunExpress                    | Ankara Esenboğa, Antalya, Eskişehir-Anadolu (en), Izmir-A. Menderes En saison : Adana-Sakirpasa, Dalaman, Kayseri-Erkilet |
| Swiss International Air Lines | Genève-Cointrin, Zurich |
| TAP Air Portugal              | Lisbonne-H. Delgado |
| TAROM                         | Bucarest-H. Coandă |
| Transavia                     | - Alicante-Elche, - Faro, - Malaga-Costa del Sol, - Marrakech-Ménara, - Séville-San Pablo, - Ténériffe-Sud Reine Sofia En saison : - Bari-Karol Wojtyła, - Héraklion-N. Kazantzákis, - Ibiza, - Innsbruck-Kranebitten, - Salzbourg-W. A. Mozart, - Santorin, - Thessalonique-Makedonía, - Zante D.-Solomós |
| Transavia France              | Montpellier-Méditerranée |
| TUIfly Belgium                | - Agadir-Al Massira, - Alger-Houari-Boumédiène, - Al Hoceïma-Cherif Al Idrissi, - Alicante-Elche, - Antalya, - Béjaïa, - Cancún, - Casablanca-Mohammed-V, - Constantine-Mohamed-Boudiaf, - Charm el-Cheikh, - Dakar-B. Diagne, - Djerba-Zarzis, - Enfidha-Hammamet, - Eskişehir-Anadolu (en), - Fès-Saïss, - Fuerteventura, - Hurghada, - Lanzarote-Arrecife, - Larnaca, - Las Palmas/Gran Canaria, - Madère-C. Ronaldo, - Malaga-Costa del Sol, - Marrakech-Ménara, - Marsa Alam, - Montego Bay-Donald Sangster, - Nador, - Oran-Ahmed-Ben-Bella, - Oujda-Les Angades, - Paphos, - Paris-Charles de Gaulle, (débute le 5 octobre 2025) - Ponta Delgada-Jean Paul II, - Priština, - Punta Cana, - Rabat-Salé, - Rabil, - Sal-A. Cabral, - Tanger, - Ténériffe-Sud Reine Sofia, - Tétouan-Sania R'mel, - Tirana-Mère-Teresa, - Tlemcen - Zenata - Messali El Hadj, - Tunis-Carthage, - Varadero-J.-G.-Gómez En saison : - Almeria, - Áraxos, - Banjul, - Bodrum-Milas, - Bourgas, - Brindisi Papola/Casale, - Catane-Fontanarossa, - Corfou-I. Kapodístrias, - Dalaman, - Dubrovnik, - Faro, - Gérone-Costa Brava, - Héraklion-N. Kazantzákis, - Ibiza, - Izmir-A. Menderes, - Jerez de la Frontera, - Kittilä, - Kos, - La Canée I.-Daskaloyánnis, - Lamezia Terme, - Louxor, - Minorque-Mahón, - Mykonos, - Mytilène-O. Elýtis, - Naples-Capodichino, - Palerme Falcone-Borsellino, - Palma de Majorque, - Reus, - Rhodes-Diagoras, - Sámos-Aristarque, - Santorin, - Thessalonique-Makedonía, - Tivat, - Varna, - Zante D.-Solomós |
| Tunisair                      | Tunis-Carthage |
| Turkish Airlines              | Istanbul |
| United Airlines               | Chicago-O'Hare, Newark-Liberty, Washington-Dulles |
| Vueling Airlines              | Alicante-Elche, Barcelone-El Prat, Bilbao,Malaga-Costa del Sol, Séville-San Pablo, Valence En saison : Saint-Jacques-de-Compostelle |

Actualisé le 16/11/2023

### Classement des destinations par nombre de passagers
Destinations européennes (2024) :
1. Madrid (1 014 027 passagers)
2. Barcelone (883 847 passagers)
3. Rome (633 983 passagers)
4. Malaga (620 931 passagers)
5. Londres (570 620 passagers)
6. Alicante (538 283 passagers)
7. Genève (526 592 passagers)
8. Vienne (518 598 passagers)
9. Lisbonne (516 642 passagers)
10. Francfort (513 124 passagers)

Destinations non-européennes (2023) :
1. New York (511 800 passagers)
2. Dubaï (387 600 passagers)
3. Washington (270 400 passagers)
4. Montréal (261 000 passagers)
5. Chicago (198 000 passagers)
6. Doha (185 100 passagers)
7. Addis-Abeba (139 700 passagers)
8. Abou Dabi (137 000 passagers)
9. Pékin (132 600 passagers)
10. Kinshasa (129 100 passagers)

## Terminal

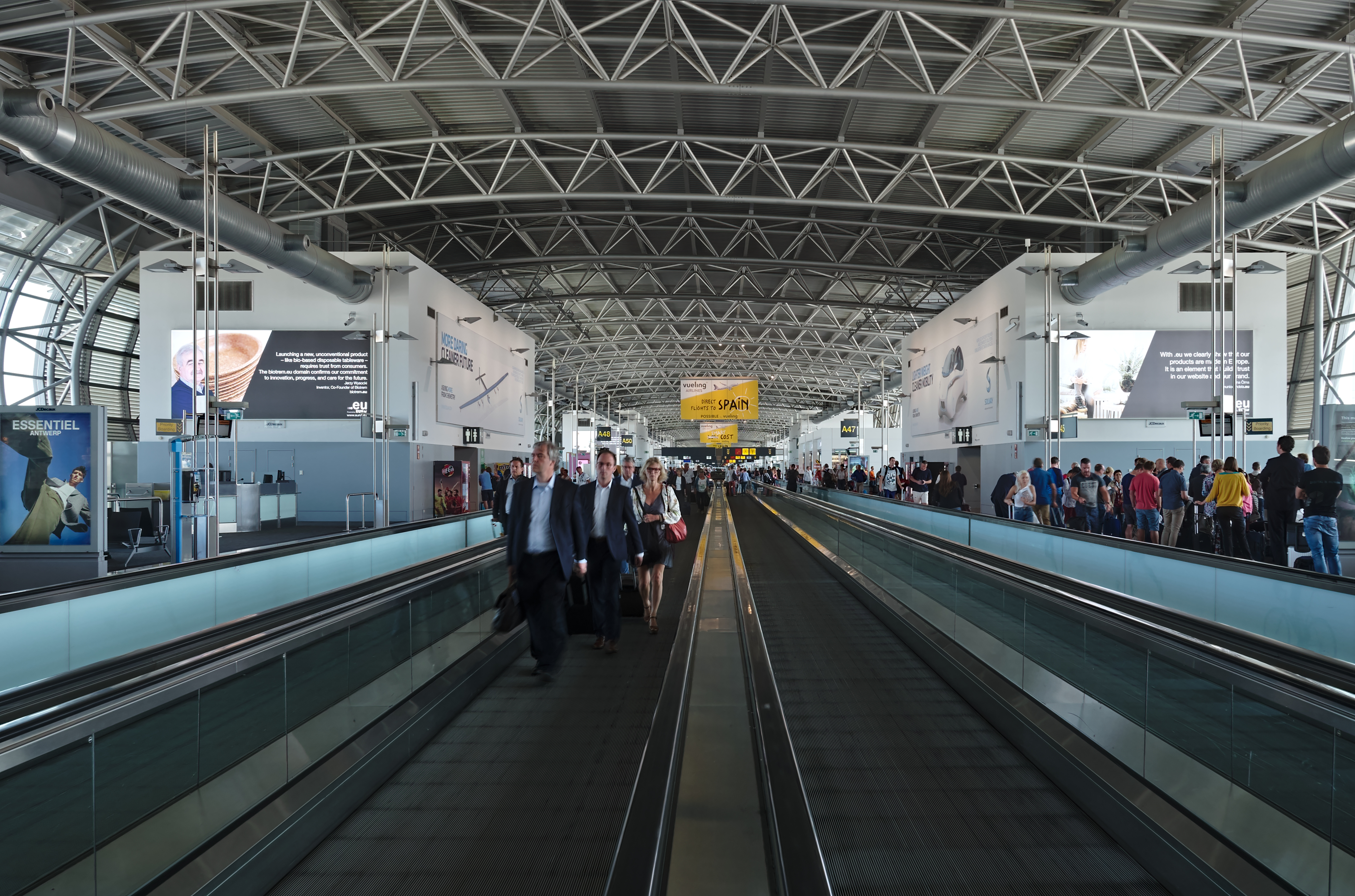
Vue intérieure de la jetée A.

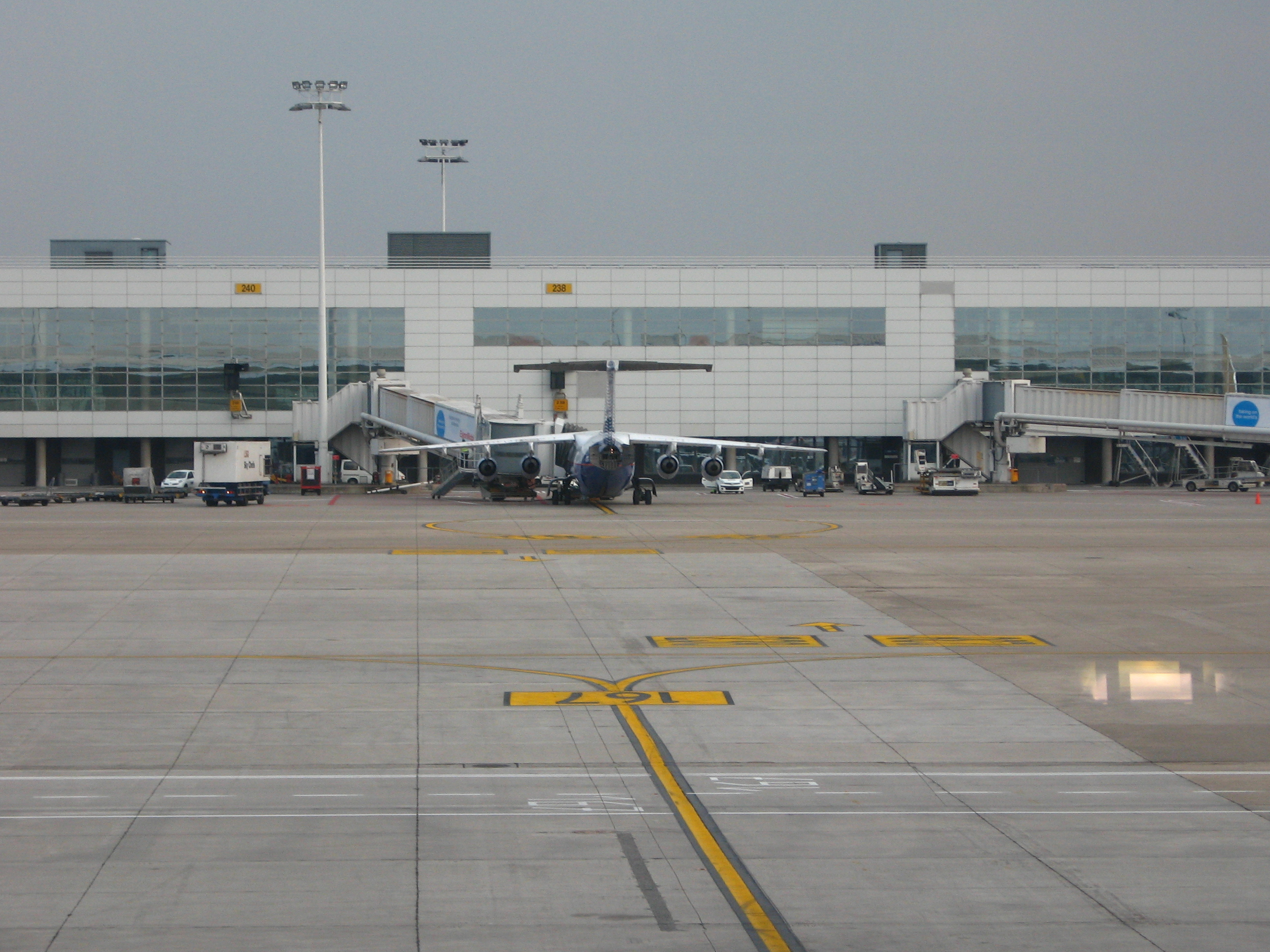
Vue du bâtiment accueillant la jetée B.

L'aéroport de Bruxelles dispose d'un terminal composé de trois jetées :
- la jetée A (destinations européennes zone Schengen, principalement utilisée par Brussels Airlines) ;
- la jetée B (destinations européennes hors zone Schengen, destinations non-européennes) ;
- la jetée T (destinations africaines, principalement utilisée par Brussels Airlines).

Elles sont reliées entre elles par une passerelle dénommée Connector, inaugurée par le roi Philippe en mars 2015.

## Projets d'expansion
En 2017, Brussels Airport a dévoilé son plan stratégique pour 2040, qui inclut une augmentation de la capacité du terminal :
- Jetée A Ouest, prévue pour 2030 ;
- Jetée C Est, prévue pour 2030 ;
- Jetée C Ouest, prévue pour 2040.

## Infrastructures
L'aéroport de Bruxelles-National est situé au nord-est de Bruxelles, sur un domaine couvrant 1 245 hectares et s'étendant sur les territoires des communes de Zaventem, Machelen, Steenokkerzeel et Kortenberg. Il est équipé de trois pistes formant un « Z » : deux pistes parallèles (07L/25R et 07R/25L) et une piste transversale (01/19).

### Pistes
L'aéroport dispose de trois pistes, qui sont utilisées tant pour les décollages que les atterrissages : 07R/25L, 07L/25R et 01/19.
Jusqu'au 18 septembre 2013, la piste 01/19 était dénommée 02/20. Ce changement de nom est dû à la dérive du pôle Nord magnétique, qui se déplace de plusieurs dizaines de kilomètres chaque année,. En 2013, l'aéroport annonce que les pistes 07R/25L et 07L/25R devraient elles aussi être renommées en 06/24 d'ici quelques années, toujours pour la même raison. Ces 2 dernières pistes avaient déjà été renommées au début des années 1970,.

### Zone cargo
La zone cargo, connue sous le nom de Brucargo, couvre une superficie significative et traite plus de 614 000 tonnes de fret par an (chiffres 2024). Elle inclut des entrepôts, des installations pour le fret aérien et est desservie par des compagnies comme DHL et Singapore Airlines Cargo. L'aéroport est le deuxième hub cargo de Belgique, derrière Liège.

### Autres installations
L'aéroport abrite une base militaire de la Composante Air belge (base aérienne de Melsbroek), qui utilise les pistes mais dispose de ses propres infrastructures. Il propose également plus de 12 000 places de parking, dont 10 800 près du terminal et 1 200 dans la zone cargo, avec des navettes pour les parkings excentrés. Un dépôt de carburant approvisionné par le réseau d'oléoducs de l'OTAN est présent depuis 1993.

### Tour de contrôle

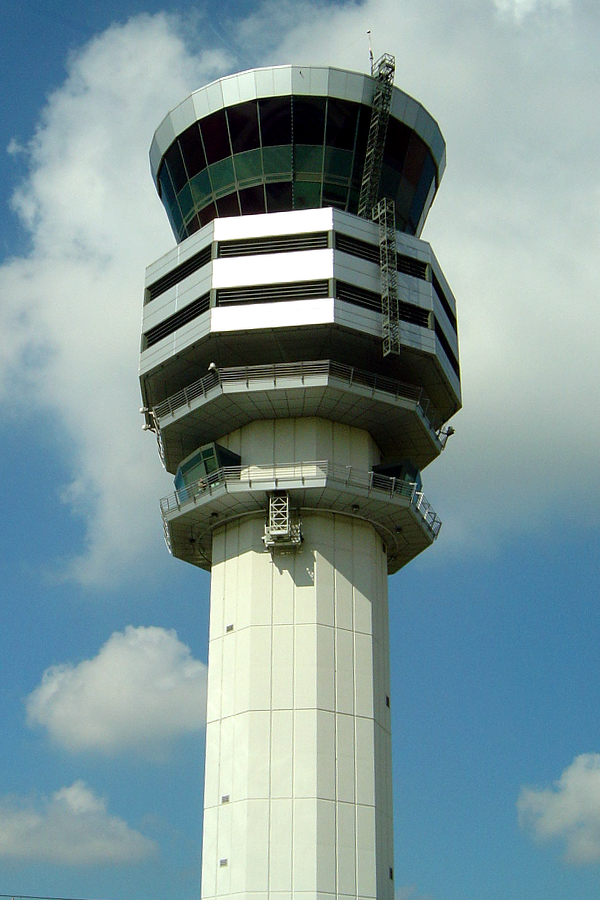
La nouvelle tour de contrôle de l'aéroport.

### Dépôts de carburant
Le dépôt de carburant aviation civil côtoie le dépôt militaire. Depuis 1993 l’aéroport est exclusivement approvisionné par le réseau d'oléoducs en Centre-Europe de l’OTAN.

## Nuisances sonores
Du fait de sa configuration avec ses deux pistes principales (07/25 parallèles) pointant directement vers Bruxelles, face aux vents dominants du sud-ouest, et de son implantation en plein tissu urbain, l'aéroport de Zaventem génère de très importantes nuisances sonores pour les habitants des localités environnantes.

### Airportmediation
Airportmediation est le nom bilingue du Service de Médiation du Gouvernement fédéral pour l'Aéroport de Bruxelles-National, service autonome dépendant du Service public fédéral Mobilité et Transports du Gouvernement fédéral, ses locaux se situent aux pieds de la Tour de Contrôle sur le site de Belgocontrol à Steenokkerzeel.
Ses tâches sont de répondre à toutes les plaintes relatives au bruit généré par les survols des avions autour de l'aéroport, et de fournir et diffuser toutes les informations sur les trajectoires et les nuisances engendrées par les avions. Ce service fut inauguré le 25 mai 2002 par la Ministre Isabelle Durant, et créé sur la base de l'Arrêté royal du 15 mars 2002. Il informe les riverains sur les conditions d'utilisation de l'aéroport et de ses trois pistes, et répond à certaines plaintes et questions qui sont posées. Contrairement à ce que son appellation semble suggérer, Airportmediation n'agit pas en tant que médiateur entre les personnes survolées et les exploitants de l'aéroport.
Il est constitué dès le 1er février 2002 et dirigé depuis l'origine par Philippe Touwaide, ancien Commissaire du Gouvernement, il comprend en outre le médiateur-adjoint néerlandophone Juan Torck, et Emily Delbaer chargée de la communication.
Le médiateur néerlandophone, avant Juan Torck, était Ralf Debardemaker, de 2004 à 2008, ancien Président des Comités du Noordrand Leefbaar Diegem et 25 Air, qui a été licencié en juillet 2008 pour faute grave.
Le Service a traité plus de 1 275 000 plaintes en 2008, et un total de 14 500 000 plaintes en 17 ans depuis la création du Plan de Dispersion de l'ancien Ministre Bert Anciaux. Il est donc le plus important service de médiation de Belgique en termes de dossiers traités, mais le plus petit en nombre de personnel employé. Sous la direction de Philippe Touwaide, une politique importante de communication a été développée par une information permanente sur les réseaux sociaux, publication de tracés radar, explications sur les données de vent, et annonce des travaux et fermetures de pistes.
Le site internet du service fournit une information didactique sur le fonctionnement de l'aéroport de Bruxelles. Une explication du calcul des normes de vent, de l'historique de l'aéroport, de l'évolution des normes de vent, de l'évolution politique du dossier, des utilisations de pistes de jour, de nuit et pendant le weekend, ainsi que d'autres détails sur les quotas de bruit, les normes de bruit bruxelloises ou encore le réseau de sonomètres. Chaque année, le Médiateur Aérien du Gouvernement, Philippe Touwaide, publie un rapport annuel d'activités qui est très complet et fort didactique, et qui retrace tout l'historique et l'évolution du fonctionnement de l'aéroport de Bruxelles-National.
Parmi les solutions proposées, citons celle d'un nouvel aéroport dont les études de faisabilité montrent que parmi les emplacements les plus plausibles figurent la base aérienne de Beauvechain ou celle de Chièvres. Cette dernière fit d'ailleurs l'objet d'une idée de partenariat avec la France, du fait de sa proximité avec la région de Lille-Métropole. Début 2018, aucune solution n'a encore été retenue.

## Liaisons

### Liaisons de transport en commun

#### Train

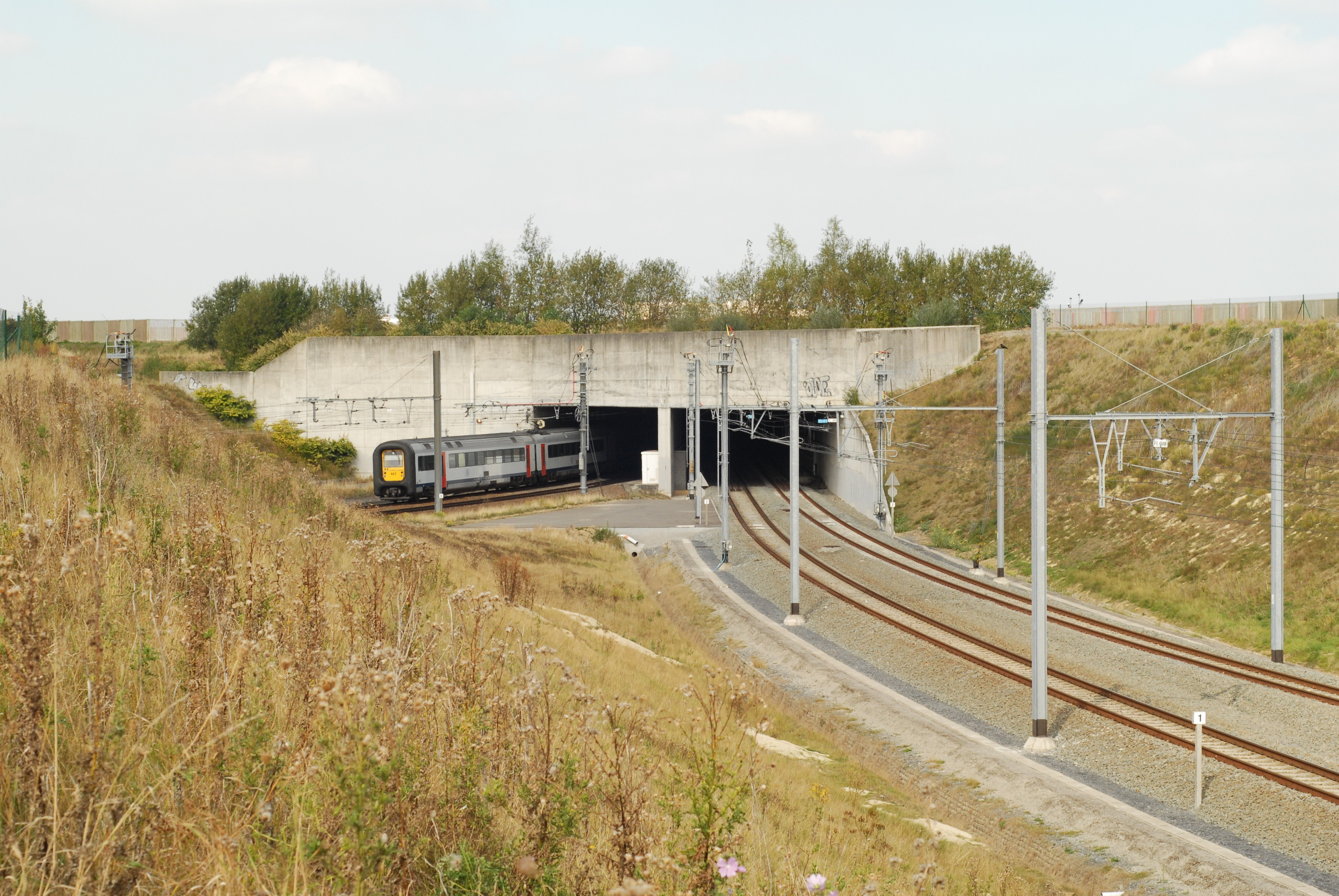
La gare de l'aéroport est une gare souterraine.

L'aéroport possède au niveau -1 une gare SNCB qui permet de se rendre à Bruxelles de 5 h 30 à minuit, mais aussi entre autres à Anvers, La Panne, Gand, Landen, Louvain, Liège, Mons, Namur et Charleroi. Un projet nommé « Diabolo » fut réalisé afin de transformer en gare de passage ce qui était précédemment une gare terminus. Il impliqua la construction de nouvelles voies sous les pistes. Ce projet permet le passage de trains internationaux, notamment le train Benelux desservant à l'étranger Bréda et Rotterdam.

#### Autobus
L'aéroport se situant en région flamande mais étant à proximité de la région de Bruxelles-Capitale, les deux sociétés de transport en commun régionales desservent l'aéroport de Bruxelles :
- la STIB propose un service de bus rapide (ligne 12) pour se rendre vers le centre-ville via le quartier européen et la gare de Bruxelles-Luxembourg[34] du lundi au dimanche et jours fériés, entre 6 h et minuit. Cette ligne donne correspondance avec le métro de Bruxelles aux stations Schuman (lignes est-ouest 1 et 5) et Trône (lignes de ceinture 2 et 6).

- De Lijn propose un service de bus rapide vers la gare de Bruxelles-Nord (ligne 471), l'OTAN (ligne 471) et la station de métro Roodebeek (ligne R59). En plus de ces lignes rapides, la compagnie assure aussi des liaisons normales vers d'autres destinations de la région telles que vers Malines (lignes 681 à 683), Louvain (91 et 616), Vilvorde (282, 621 et 683), Merchtem (821), la gare de Bruxelles Nord (272), Jette (820), Brussels Expo (820), Haacht (272), Diegem (272 et 282), Groenendael (71)[35]

Des services de bus privés complètent l'offre, avec des liaisons directes vers diverses villes belges et internationales. Parmi les opérateurs notables :
- Flibco : relie l'aéroport à plusieurs destinations avec des navettes confortables et régulières, par exemple vers Liège (gare de Liège-Guillemins, trajet d'environ 1 heure 30 minutes, départs toutes les heures jusqu'à 12 trajets quotidiens), Maastricht (gare de Maastricht, trajet d'environ 1 heure 15 minutes, départs fréquents jusqu'à 8 trajets quotidiens), Lille (gare de Lille-Europe, trajet d'environ 1 heure 30 minutes, départs réguliers jusqu'à 10 trajets quotidiens)[36],[37]. D'autres lignes Flibco desservent Bruges, Gand, Mons, Arlon et des villes frontalières comme Breda ou Tilburg, avec des options "Door2Gate" pour des prises en charge à domicile dans certaines régions.

- TEC : assure des liaisons régionales depuis la Wallonie, comme la ligne 72 vers Louvain-la-Neuve (trajet d'environ 45 minutes, départs toutes les heures depuis la gare de Louvain-la-Neuve), ou des connexions vers Charleroi (trajet d'environ 1 heure 15 minutes, depuis la gare de Charleroi-Sud)[38].

- FlixBus : offre des options low-cost vers des destinations comme Paris (trajet d'environ 3 heures 30 minutes, départs multiples quotidiens depuis la gare de Bruxelles-Nord), Cologne (trajet d'environ 3 heures, depuis le même point) ou Rotterdam (trajet d'environ 2 heures)[39].

### Taxi et services de covoiturage
Des taxis sont disponibles devant le hall des arrivées, avec un tarif moyen de 45 € vers le centre-ville (trajet d'environ 20-30 minutes selon le trafic). Des services comme Uber et Bolt opèrent avec des zones de prise en charge dédiées au niveau P1 et P2.

### Voiture
L'aéroport est accessible via l'autoroute A201 depuis Bruxelles et le ring périphérique. Des parkings (P1, P2, P3) offrent plus de 12 000 places, avec une zone de dépose gratuite limitée à 10 minutes. Des locations de voitures (Avis, Hertz, Sixt) et des options de covoiturage (comme Poppy) sont disponibles près du terminal.

#### Tramway et métro
Différents projets de tramways vers l'aéroport sont à l'étude : prolongement de la ligne 62 du tramway de Bruxelles depuis Eurocontrol, prolongement de la ligne 8 depuis Roodebeek.
Le faible succès des lignes de bus que ces tramways remplaceraient (12, 659 et 359), la menace du pic de pétrole et la complexité de financements inter-régionaux freinent ces projets. Il en est de même concernant la desserte de l'aéroport par une ligne de métro.
Un projet de métro appelé « Metro Nord », pourrait être prolongé vers l'aéroport de Bruxelles (après 2030).

### Liaisons routières
L'autoroute belge A201 est une voie express reliant l'aéroport au Boulevard Léopold III qui continue jusqu'au centre de Bruxelles au niveau de la moyenne ceinture et passant par exemple devant le bâtiment de l'OTAN. En plus de relier le centre-ville à l'aéroport, cette courte autoroute permet un accès rapide depuis le ring de Bruxelles, l'autoroute périphérique de la ville.
Par contre, pour accéder à la zone cargo de l'aéroport, BruCargo, il faut utiliser la route nationale 21 qui est facilement accessible grâce à une sortie présente sur l'autoroute E19 (Bruxelles - Anvers).

### Parkings
L'aéroport possède plusieurs parkings, dont 10 800 places à proximité de l'entrée du terminal au bout de l'A201, ainsi que 1 200 places dans la partie cargo de l'aéroport, le long de l'A1/E19. Au total, cela représente 12 000 places de parking. Les parkings excentrés sont reliés tous les quarts d'heure à l'aéroport par des bus réguliers De Lijn en journée et par des navettes durant la nuit.

## Accidents, incidents et événements

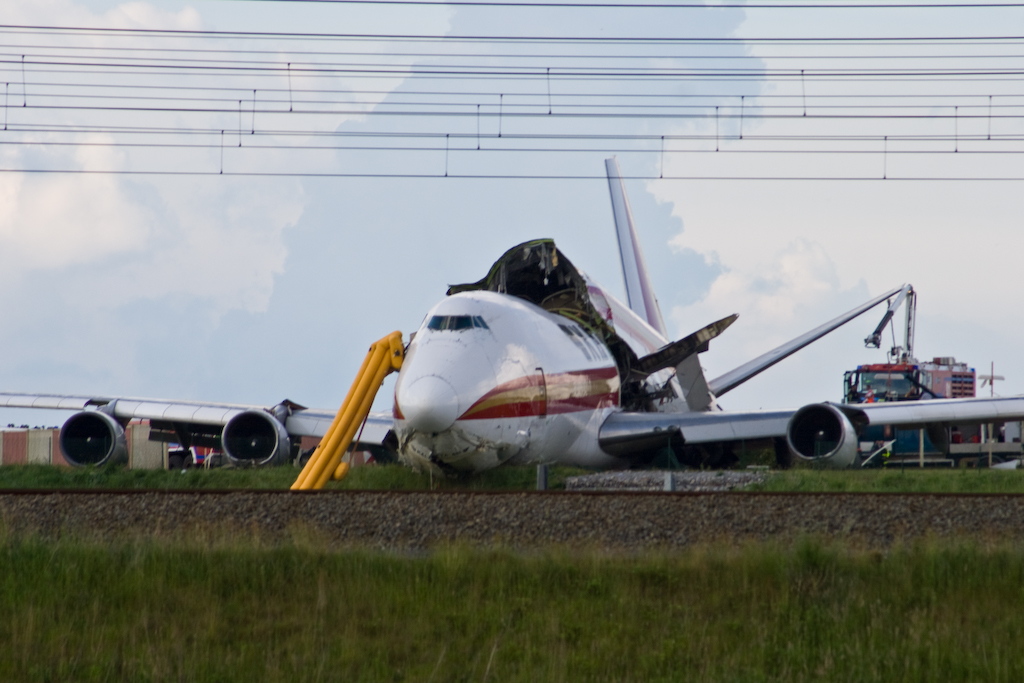
Boeing 747 écrasé le 25 mai 2008.

- Le 15 février 1961, le vol 548 Sabena, assuré par un Boeing 707 en provenance de l'aéroport Idlewild (New York), s'écrase durant la phase d'approche de la piste 20 et cause la mort de 73 personnes dont les 61 passagers, les 11 membres d'équipage et une personne au sol (un agriculteur de la localité de Berg)[44],[45]. Les causes de la catastrophe n'ont jamais pu être clairement établies, mais une défaillance mécanique est probable.
- Le 5 mai 2006, un incendie dans le hangar 40 de Sabena Technics détruit quatre appareils. Un Lockheed C-130 Hercules de la Composante Air et trois Airbus A320 de Armavia, Armenian International Airways et Hellas Jet, alors en maintenance[46].
- Le 25 mai 2008[47], le vol 207 Kalitta Air, un Boeing 747-209F cargo de Kalitta Air affrété par DHL[48], à destination de l'aéroport international de Bahreïn, avec 76 tonnes de fret (dont plus de la moitié de courrier diplomatique américain[49]) entame son décollage de la piste 01/19, et subit une collision aviaire avec un faucon crécerelle. Le pilote aux commandes décide d'annuler le décollage, alors que la distance n'est plus suffisante pour garantir l'arrêt de l'avion. L'appareil ne réussit pas à s'arrêter avant la fin de la piste et sort de celle-ci. Le Boeing se brise en 3 sections, puis s'immobilise juste avant un talus surplombant une ligne de chemin de fer, sans qu'aucun incendie ne se déclare. Les quatre membres d'équipage et l'unique passager[48] s'en sortent avec des blessures mineures. À la suite de cet accident, la carcasse de l'avion fait l'objet d'une surveillance permanente par des militaires américains[50], jusqu'à son déblayage à la mi-juin 2008[51]. Bien que l'avion ait été victime d'une collision aviaire, l'accident est considéré comme étant principalement dû à une erreur de pilotage (décision de freiner au lieu de poursuivre le décollage)[52].
- Le 22 mars 2016, se produisent les attentats de Bruxelles. À 7 h 58, une double explosion dans le hall des départs provoque la mort de 14 personnes, et au moins 92 blessés[53] et de nombreux dégâts entraînant la fermeture de l'aéroport et l'annulation de tous les vols[54]. Il s'agit d'un attentat couplé avec un troisième attentat-suicide dans le métro bruxellois à la station Maelbeek. L'aéroport a rouvert partiellement (à 20 % de sa capacité) le 3 avril 2016 après douze jours de fermeture. L'aéroport a repris son fonctionnement normal depuis le 2 juin 2016[55].

## Galerie

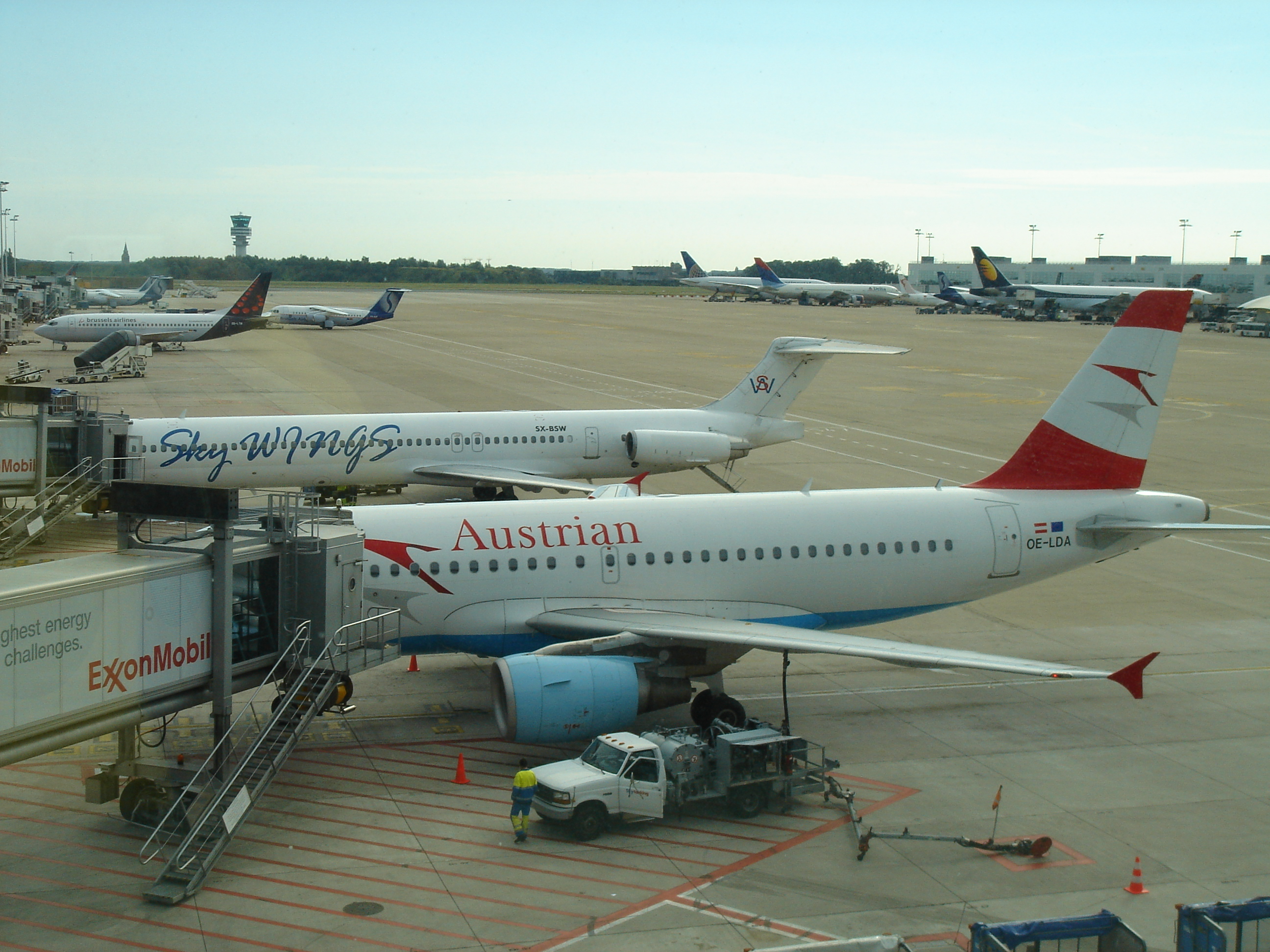
Avions parqués sur le tarmac de l'aéroport.
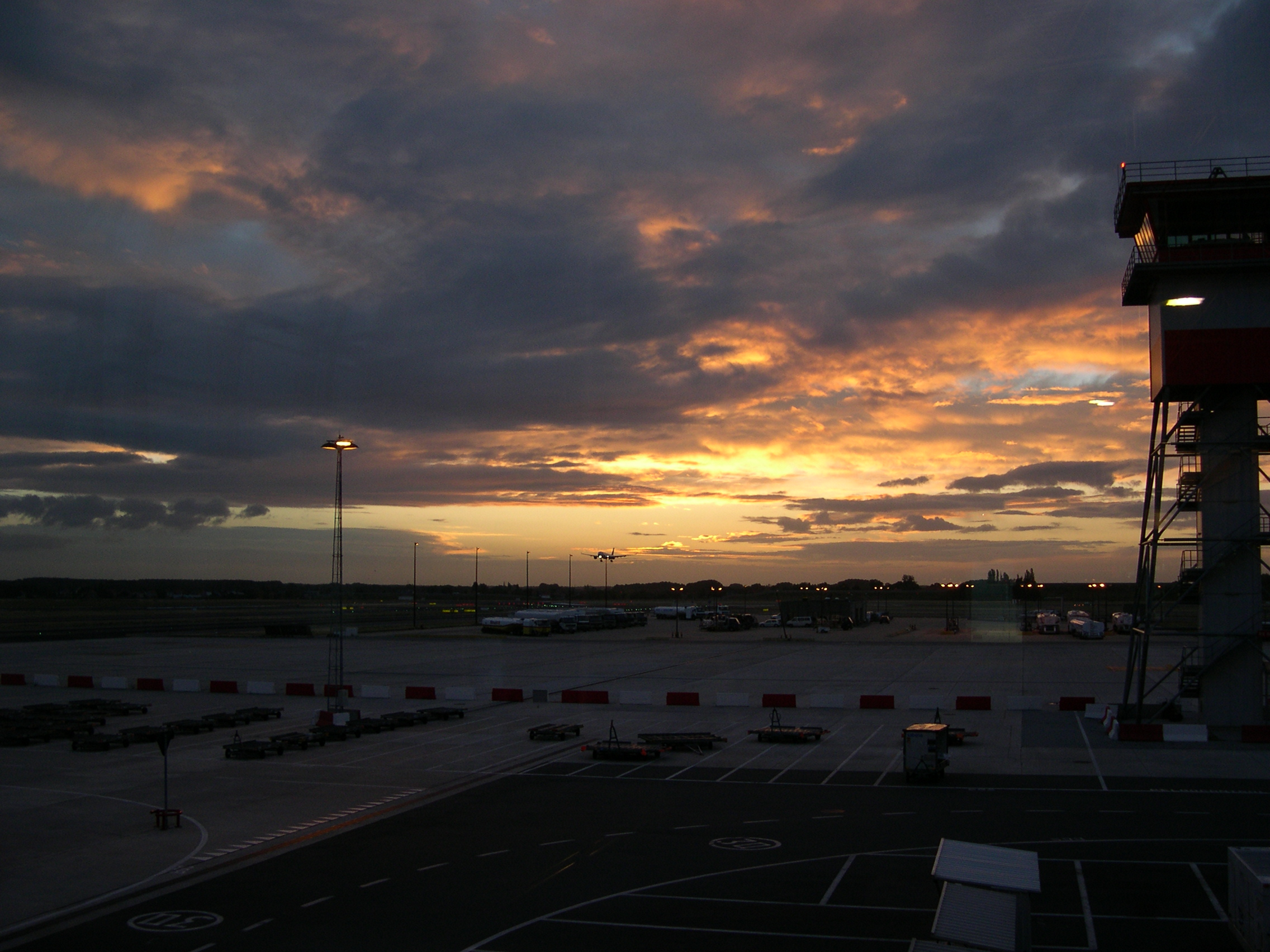
Vue des pistes de l'aéroport en fin de journée.
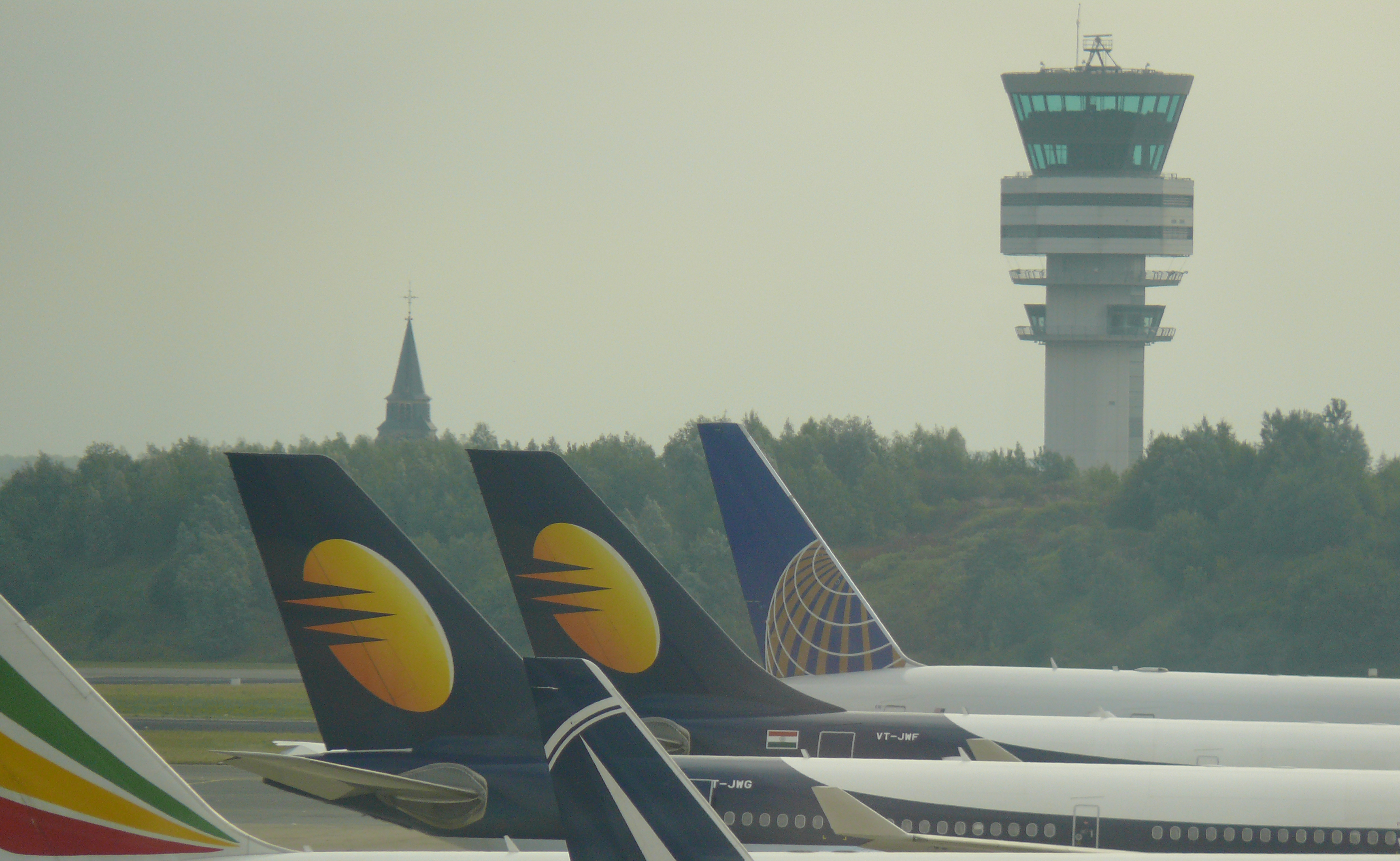
Vue sur les avions et la tour de contrôle.
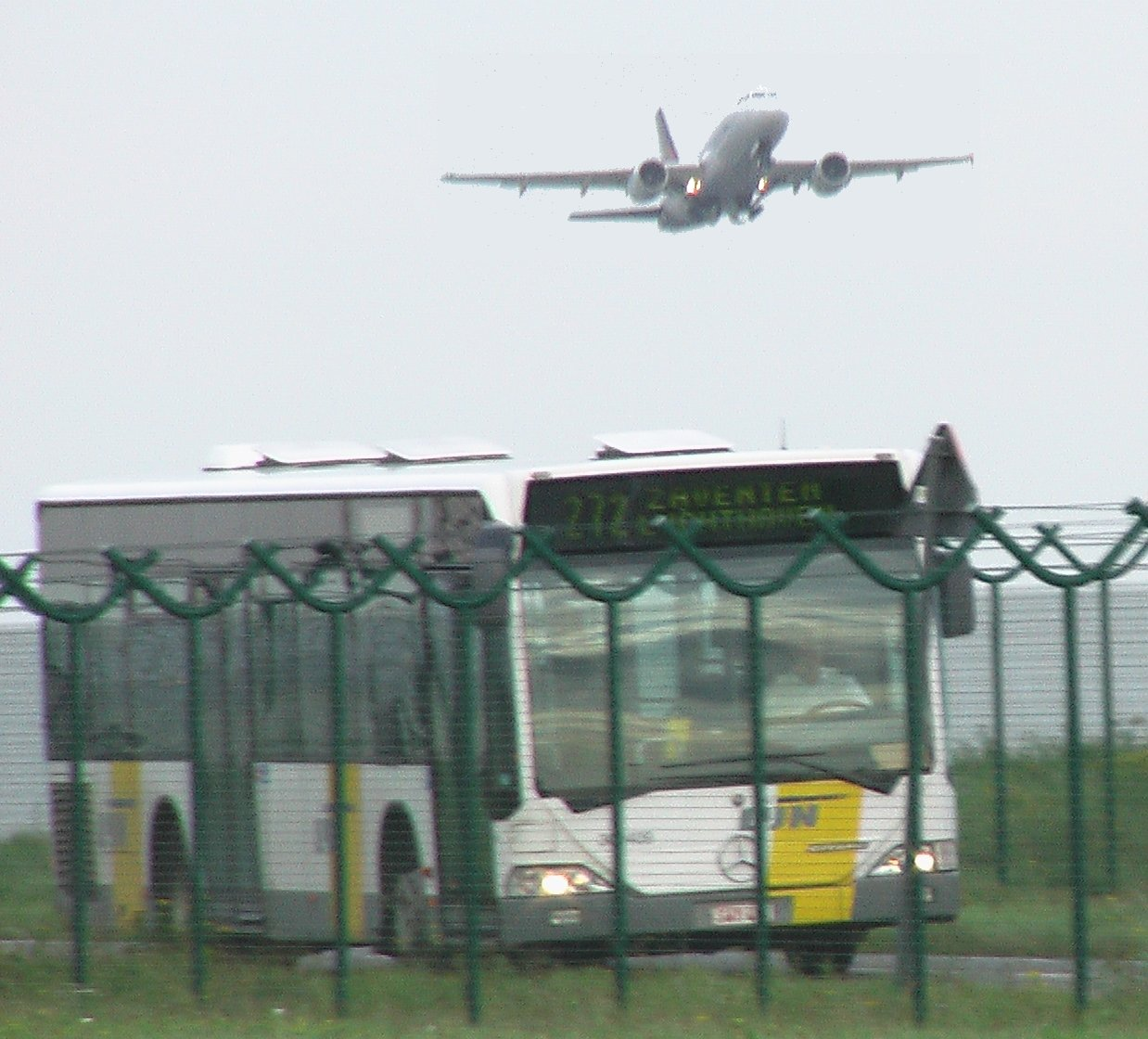
Bus de De Lijn faisant partie du plan START.
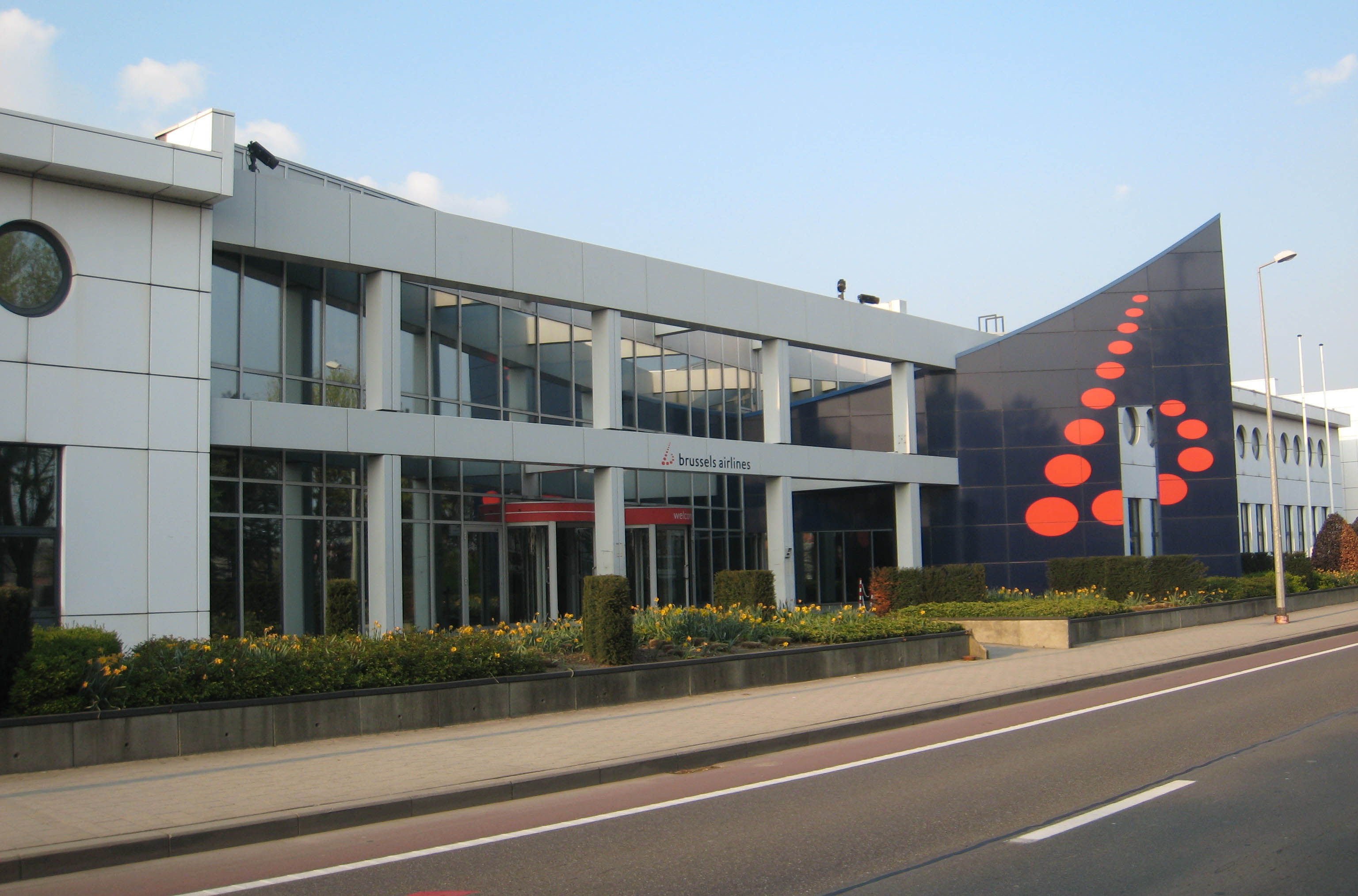
Siège social de la compagnie Brussels Airlines.
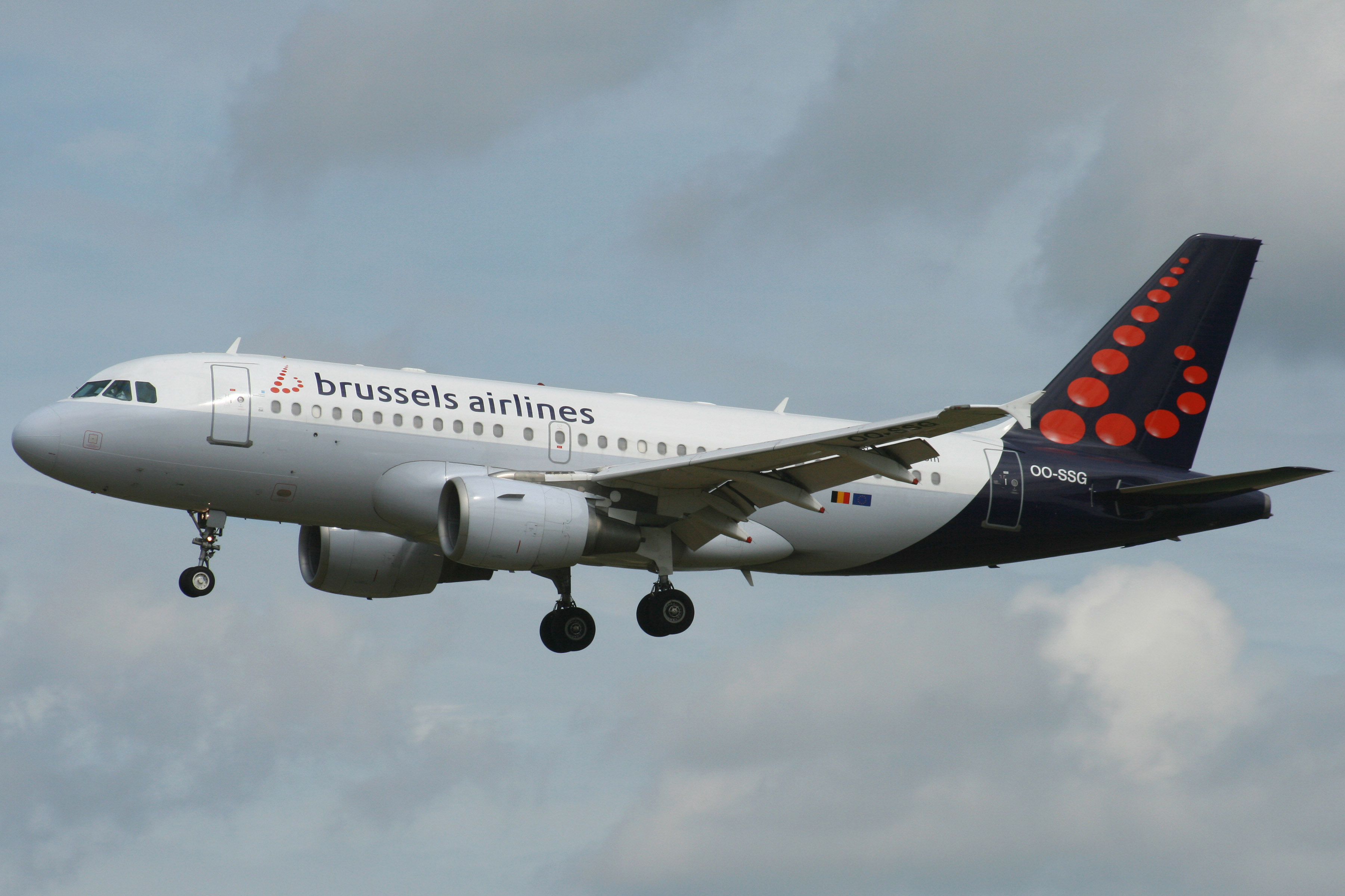
Atterrissage d'un avion de la compagnie Brussels Airlines à Bruxelles-National.
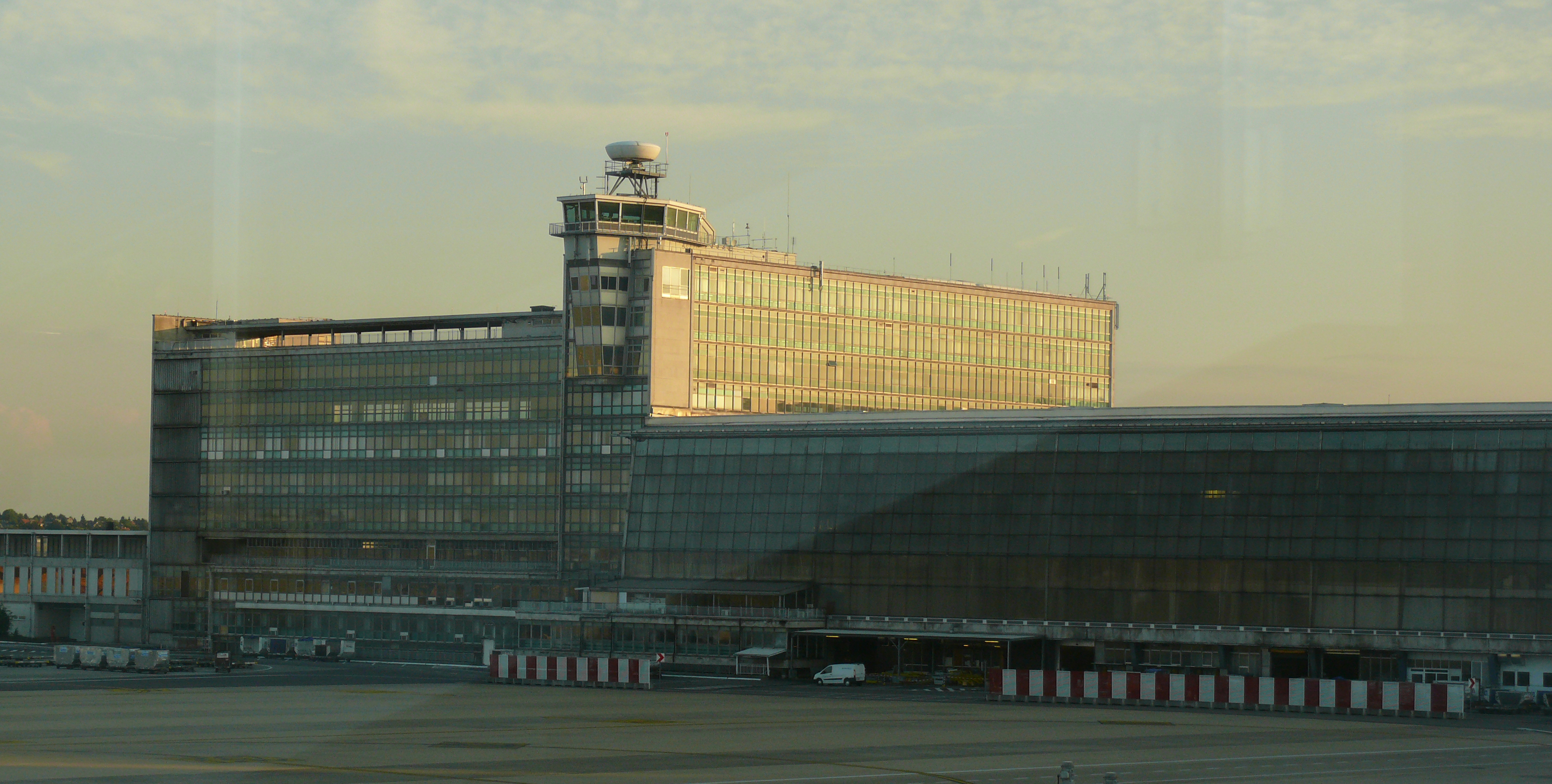
Ancien bâtiment principal de l'aéroport.
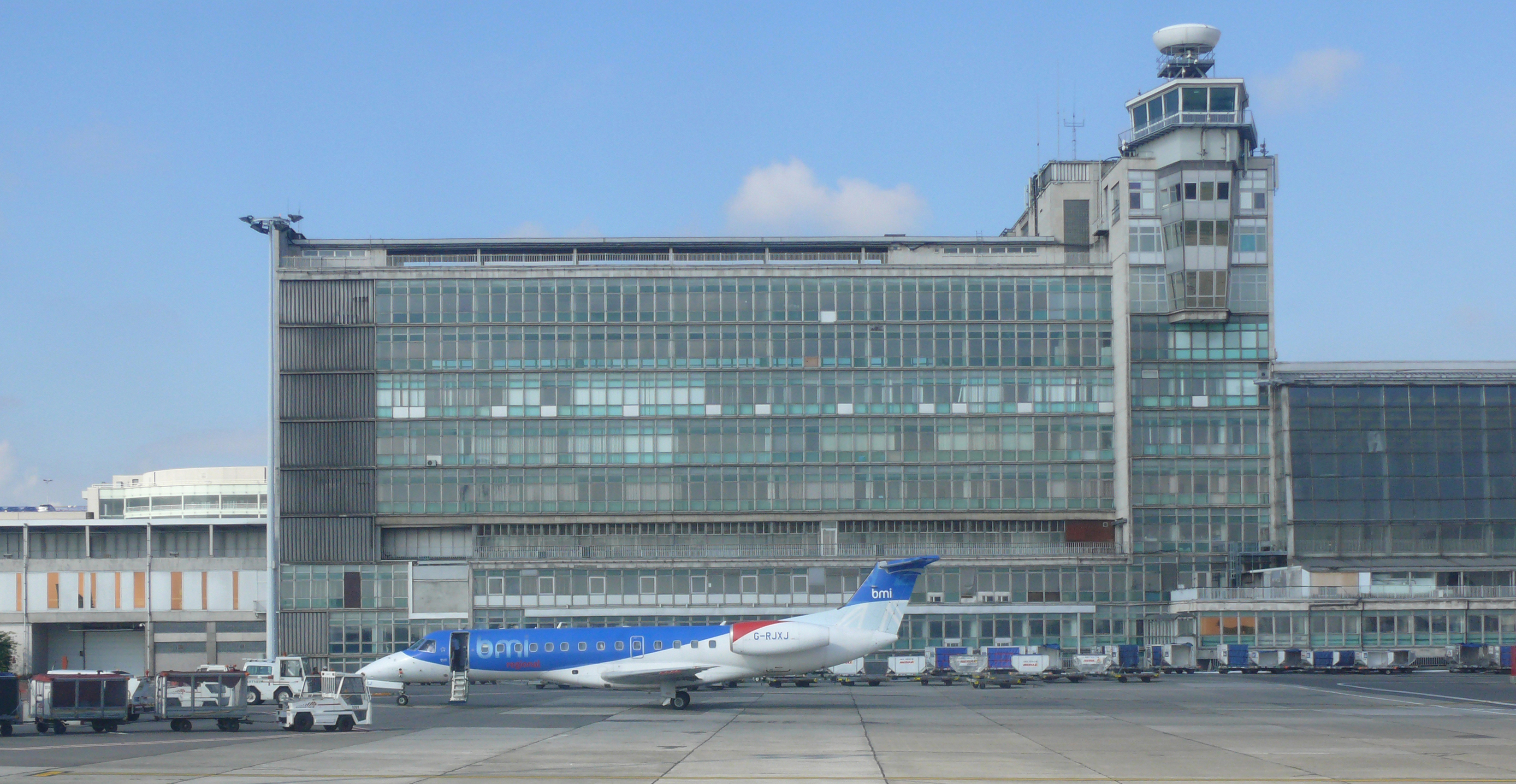
Vue de l'ancien bâtiment de l'aéroport.
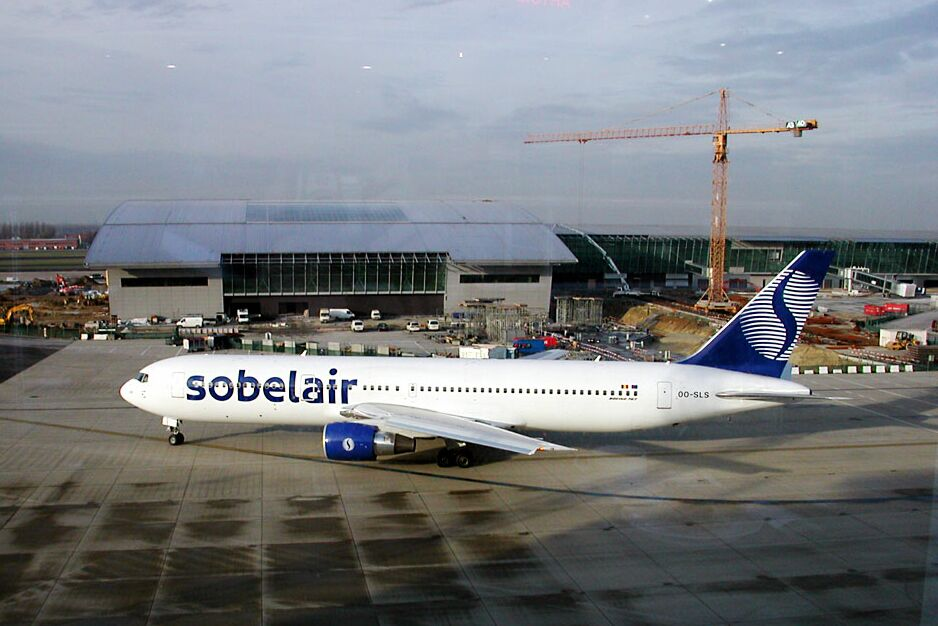
Un Boeing 767 devant l'aérogare A en cours de construction.
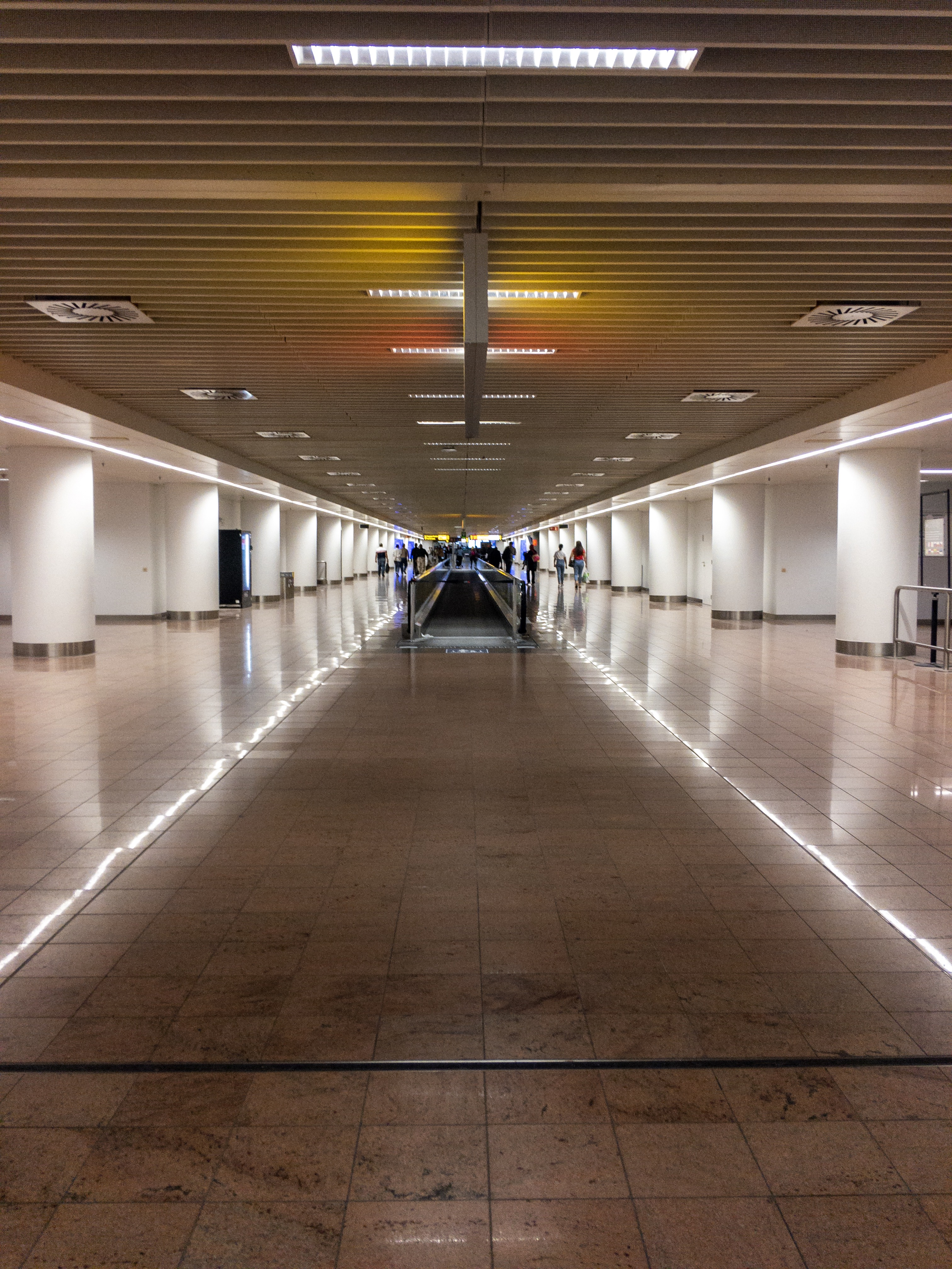
Couloir d'arrivée de la jetée B de l'aéroport de Bruxelles.